# 러시아의 우크라이나 침공에서 러시아가 저지른 전쟁 범죄

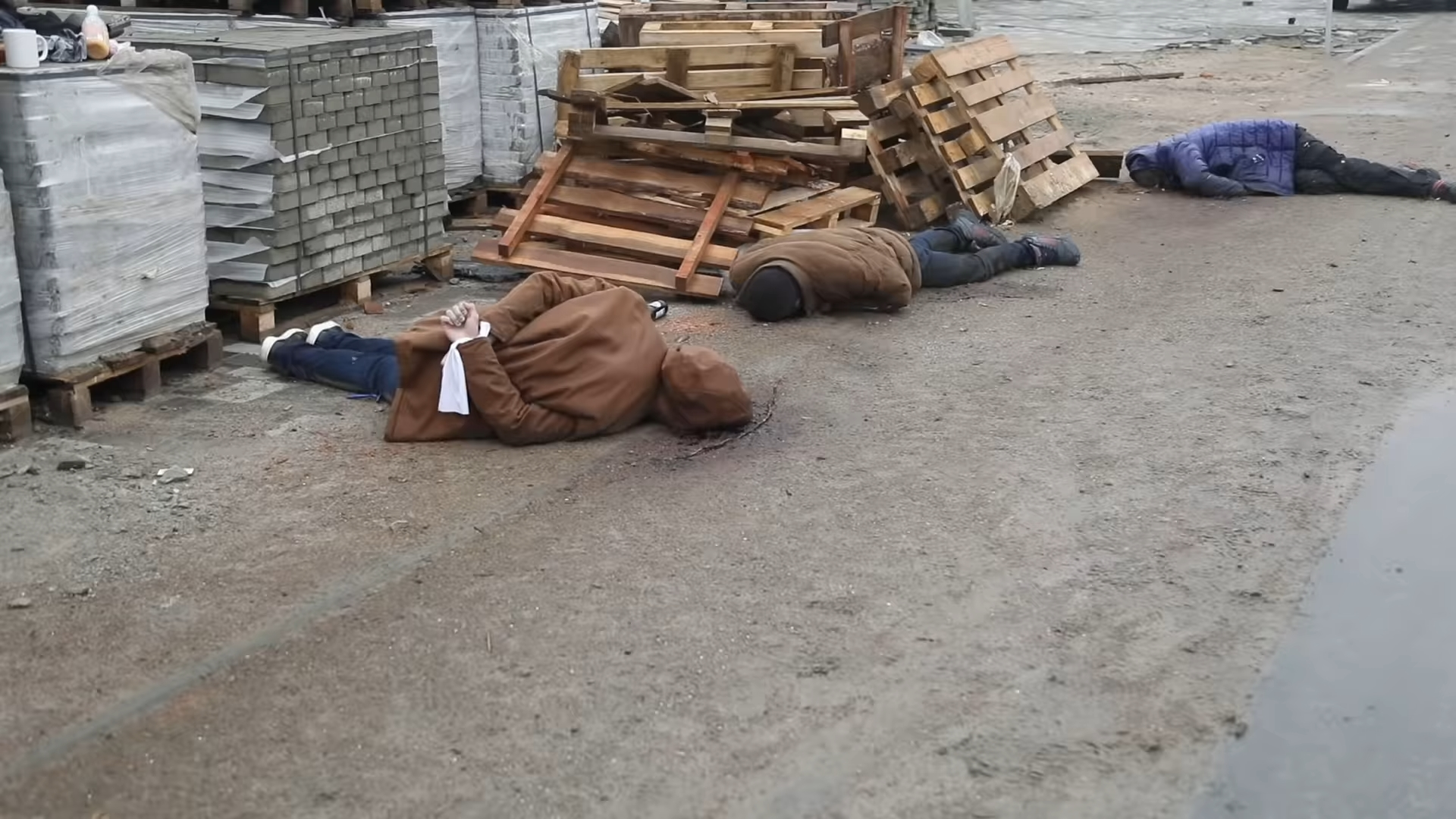
2022년 4월 3일 러시아군이 학살한 부차의 민간인

2022년 러시아의 우크라이나 침공 중, 러시아 당국은 전쟁 범죄와 반인도적 범죄를 포함한 전시 행위의 국제법 위반 혐의로 기소되었다. 러시아군은 인구 밀도가 높은 지역에서 민간인들을 불필요하고 과도한 피해에 노출시키는 무차별 공격을 가한 혐의를 받았다. 러시아군은 백린탄과 집속탄 모두 사용했다. 집속탄은 민간인에 대한 즉각적이고 장기적인 위험 때문에 우크라이나와 러시아를 제외한 110개 국가에서 금지된 무기 유형이다. 그리고 공수 폭탄, 미사일, 중포탄 및 다연장 로켓을 포함한 광역 효과를 지닌 다른 폭발성 무기를 발사했다. 러시아군의 공격은 가옥, 병원, 학교, 유치원, 원자력 발전소 등 민간 건물과 역사적 건물, 교회 등 문화재를 손상시키거나 파괴했다. 3월 25일 기준 이 침공으로 최소 1,035명의 민간인이 사망하고 최소 1,650명이 부상당했다.
러시아가 점령한 마리우폴에서 러시아군에 의해 우크라이나 수천명의 민간인이 의도적으로 러시아 강제 이주, 성폭행과 강간, 살해되었다는 혐의가 있다. 3월 말, 우크라이나군은 키이우 북쪽에 위치한 부차 마을을 탈환했다. 그 후, 고문과 민간인에 대한 고의적 살인을 포함하여 러시아군이 전쟁 범죄 및 반인도적 범죄를 저질렀을 가능성이 있다는 증거가 드러났다. 키이우 경찰에 따르면 러시아군이 철수한 후 키이우 지역에서 처형된 민간인의 시신 900여구가 발견됐다.
3월 2일 국제형사재판소 (ICC) 검사는 2013년 11월 21일 이후 우크라이나에서 자행된 전쟁 범죄, 반인도적 범죄 또는 집단 학살에 대한 과거 및 현재 혐의에 대한 전면적인 조사를 개시하고, 증거가 있는 사람들이 수사관과 온라인으로 접촉하게 하며, 수사관, 변호사 및 기타 전문가 팀을 우크라이나로 보내 증거 수집을 시작했다. 우크라이나와 러시아 양측 모두 ICC의 법적 근거인 로마 규정의 당사자는 아니지만, 우크라이나는 2013년과 2014년 ICC의 관할권을 인정하는 두 개의 선언문에 서명했다. 다른 2개의 독립적 국제 기관도 조사하고 있다. 바로 2022년 3월 4일 유엔 인권 이사회가 설립한 우크라이나 국제 조사 위원회와 OHCHR이 배치한 유엔 인권 감시단이다. 후자는 2014년부터 모든 당사자의 인권 침해를 모니터링하기 시작했으며 거의 60명의 유엔 인권 감시단을 고용했다.3월 말, 우크라이나 검찰총장 이리나 베네딕토바는 우크라이나 검찰이 2,500건의 "전쟁 범죄 가능성"과 "수백 명의 용의자"에 대한 증거를 수집했다고 밝혔다. 유엔은 4월 7일 유엔 인권이사회에서 러시아의 활동을 정지시켰다.

## 민간인에 대한 무차별 공격

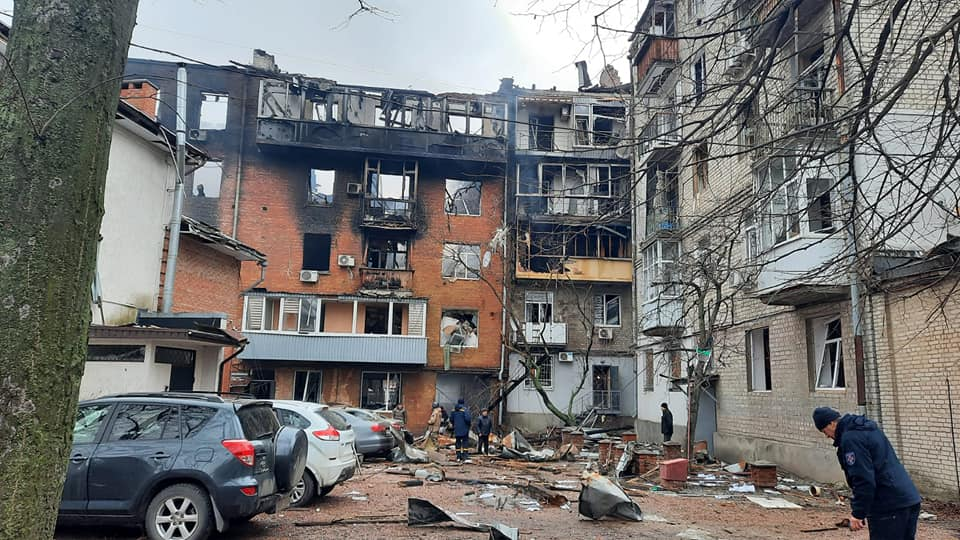
포격된 하르키우 주의 주거용 건물

인권단체와 우크라이나 주재 유엔 인권감시단에 따르면, 우크라이나 침공은 주택, 병원, 학교, 유치원 등 민간인을 대상으로 한 무차별 공격을 통해 이루졌다.
2월 25일 국제앰네스티는 러시아군이 "인구 밀집 지역에서 광범위한 효과를 내는 탄도 미사일과 기타 폭발성 무기를 사용함으로써 민간인의 생명을 대놓고 무시했다"고 밝혔다. 또한 러시아는 정밀유도무기만 사용했다고 거짓 주장을 해왔다. 국제앰네스티는 부흘레다르, 하르키우), 우만에서 발생한 3건의 공격이 전쟁범죄에 해당할 가능성이 있다고 주장했다.
2월 26일 우크라이나 총리 데니스 시미할은 러시아가 전쟁범죄를 자행하고 있다고 말했다.
3월 1일과 2일에 러시아 포병은 인구 밀집 지역인 마리우폴에 거의 15시간 동안 포격을 가했다. 그 결과 인근 지역은 크게 파괴되었으며 부시장 세르게이 오를로프는 "최소 수백 명이 사망했다"고 보고했다.
3월 3일 유엔인권고등판무관실은 침공 첫 주에 최소 1006명의 민간인 사상자를 기록했으나 "실제 수치는 훨씬 더 많다"고 믿고 있다는 성명을 발표했다.
3월 6일 세계보건기구는 성명을 통해 우크라이나의 여러 의료기관이 공격을 받았다는 증거가 있다고 밝혔고, 테워드로스 아드하놈 거브러여수스 사무총장은 "의료 시설이나 근로자에 대한 공격이자 국제인도법 위반"이라고 말했다.
3월 24일, 국제앰네스티는 러시아가 민간인 대상에 대한 직접 공격을 포함하여 무차별 공격을 수행함으로써 침공 첫 달 동안 국제인도법을 반복적으로 위반했다고 비난했다. 국제앰네스티에 따르면 검증된 보고서와 비디오 영상은 병원과 학교에 대한 수많은 공격과 무차별적 폭발성 무기와 집속탄과 같은 금지된 무기의 사용을 보여준다.

### 집속탄 사용
집속탄 사용에 대한 보고는 즉각적인 민간인 사상자의 막대한 피해와 불발탄의 장기적 위험에 대한 우려를 불러일으켰다. 러시아 연방이나 우크라이나는 2008년 집속탄에 관한 협약을 비준하지 않았지만 인구 밀집 지역에서 집속탄 사용은 이미 무차별적이고 불균형적인 공격을 금지하는 국제 인도법의 원칙과 양립할 수 없는 것으로 간주된다.
2월 24일 10:30(UTC)에 부흘레다르 공격에서 발사된 9M79 토치카 미사일은 병원 옆에 떨어져 4명의 민간인이 사망했다. 국제앰네스티는 이번 분석을 러시아군의 "국제인도법 및 국제인권법 위반에 대한 반박할 수 없는 증거"라고 설명했다. 휴먼 라이츠 워치는 부흘레다르 병원 공격에 9N123 집속탄을 사용한 것을 발견하고, 러시아군이 "무차별적으로 죽이고 불구로 만드는 무기를 사용한 불법적인 공격"을 중단할 것을 촉구했다. 러시아 연방 대변인 드미트리 페스코프는 이러한 유형의 탄약이 우크라이나 군대에서 사용되고 있다면서 이 정보를 부인했다.
2월 27일 국제앰네스티는 러시아가 2월 25일 220 mm BM-27 Uragan 로켓을 발사하여 민간인들이 대피하고 있던 오흐티르카의 유치원을 강타, 어린이를 포함한 3명이 사망했다는 증거를 분석했다고 밝혔다.. UAV 영상은 유치원 지붕에 떨어진 미사일 4발, 학교 옆 땅의 3발과 부상당하거나 사망한 민간인 2명, 피 웅덩이를 보여주었다. 국제앰네스티는 행사 사진과 동영상 65개를 분석하고 지역 주민들을 인터뷰했다. 《Bellingcat》은 9M27K 로켓의 잔해가 유치원에서 동쪽으로 200m 떨어진 곳에서 발견되었다고 말했다. 러시아군은 오흐티르카 서쪽에 위치했다. 앰네스티는 로켓 유형을 "유도하지 않고 악명 높은 부정확성"이라고 설명하고 이 공격을 조사해야 할 잠재적인 전쟁 범죄로 설명했다.
3월 4일 휴먼라이츠워치는 2월 28일 러시아군이 하르키우의 최소 3개 주거 지역에 집속탄을 발사해 최소 3명의 민간인이 사망했다고 보도했다. 3월 18일 하르키우에서 인구가 밀집된 지역에서 집속탄과 폭발성 무기를 사용한 결과로 민간인 사망자가 450명을 넘었다고 보고되었다. 집속탄은 3월 7일, 11일, 13일의 개별 공격 동안 미콜라이우에서도 반복적으로 사용되어 민간인 사상자와 비군사물체의 광범위한 파괴를 초래했다.

### 인도주의적 통로 방해

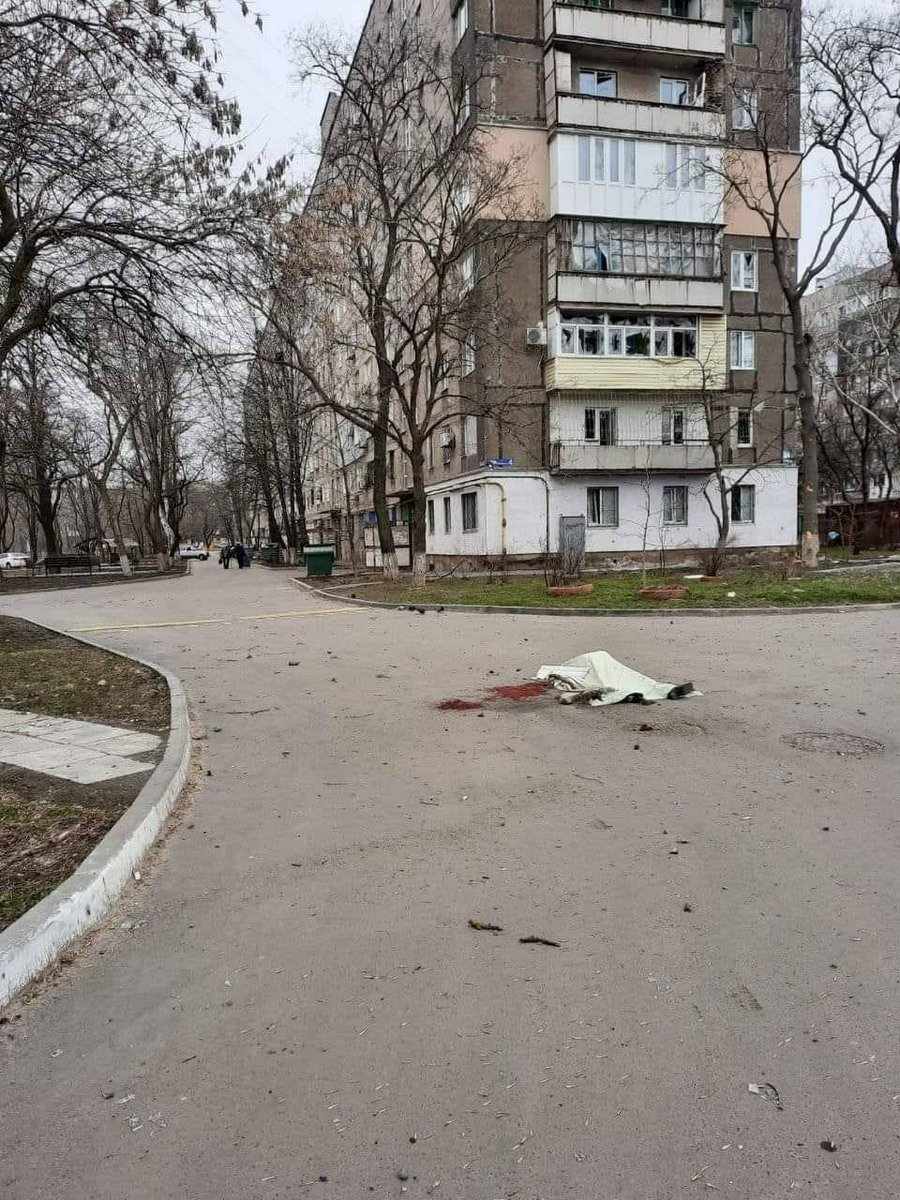
마리우폴에서 러시아군의 포격으로 우크라이나 민간인이 사망했다.

마리우폴 공성전 동안 도시에서 민간인을 대피시키기 위해 인도주의적 대피 통로를 설치하려는 여러 시도가 있었지만, 행렬이 러시아군의 표적이 되어 실패했다. 3월 5일에 5시간 동안의 휴전이 선언되었지만, 선언된 시간 동안 포격이 계속되자 대피는 신속하게 중단되었다. 다음날 국제적십자위원회 (ICRC)는 대피 통로를 구축하려는 두 번째 시도가 실패했다고 발표했다. 3월 7일 ICRC는 휴전 기간 동안 대피를 위해 나열된 경로 중 하나에 지뢰가 매설되어 있음을 발견했다고 발표했다.

### 원자력 발전소의 표적화
2022년 3월 3일 현지 시간 오후 11시 28분, 러시아 장갑차 10대와 탱크 2대가 유럽 최대 규모인 자포리자 원자력 발전소에 조심스럽게 접근했다. 작전은 3월 4일 오전 12시 48분 우크라이나군이 대전차 미사일을 발사하고 러시아군이 로켓추진 수류탄을 비롯한 다양한 무기로 대응하면서 시작됐다. 약 2시간 동안의 치열한 전투가 진행되는 동안 주요 단지 외부의 훈련 시설에서 화재가 발생하여 오전 6시 20분에 진화되었으며 공장 주변의 다른 구역이 피해를 입었다. 그날 저녁 키이우 미국 대사관은 러시아의 자포리지아 원자력 발전소 공격을 전쟁 범죄로 묘사했지만 미 국무부는 공격 상황을 조사하고 이 주장을 신속하게 철회했다. 미국 국방부는 이번 공격을 전쟁범죄로 규정하는 것을 거부했다. 같은 날 우크라이나 대통령 볼로디미르 젤렌스키는 러시아 대통령 블라디미르 푸틴이 원자력 발전소에 대한 공격을 지시함으로써 “핵 테러”를 자행했다고 비난했고 우크라이나 산업부는 러시아군이 발전소에 포탄을 발사해 훈련 시설에 불을 붙였다고 주장했다. 유엔 주재 러시아 대사는 러시아군이 훈련 시설에서 우크라이나인 "파괴범"에 의해 발포되었고 그들이 떠날 때 불을 질렀다고 응답했다. 그날 늦게 국제원자력기구 사무총장은 발전소의 안전 시스템이 영향을 받지 않았고 방사성 물질의 방출도 없었다고 확인했지만 "...우크라이나 최대 원자력 발전소의 상황에 대해 심각하게 우려하고 있다. 주요 우선 순위는 공장, 전원 공급 장치 및 공장을 운영하는 사람들의 안전과 보안을 보장하는 것이었다"고 말했다.
원자력 시설에 대한 공격은 일반적으로 민간 원자력 발전소에 대한 공격을 금지하는 제네바 협약 추가 의정서 56조의 적용을 받는다. 여러 국제학자들에 따르면 다음과 같은 견해가 있다.
- 러시아의 공격은 제56조[52]를 위반했을 가능성이 있지만 아마도 전쟁 범죄로 인정받지 못했을 것이다.[53]
- 대전차 미사일을 발사하여 행동을 개시한 우크라이나군은 56조 5항의 수동적 예방 조치를 위반했을 수 있다.[53]

### 문화재 공격
폭발 무기의 사용은 부근의 역사적 기념물, 예술 작품, 교회 및 기타 문화재에 대한 우려를 불러일으켰다. 러시아군은 마리우폴의 쿠인지 예술관, 체르니히우의 소련 시대 쇼로스 영화관 및 고딕 부흥 도서관, 키이우의 바비 야르 홀로코스트 기념관, 소련 시대 슬로보 건물, 하르키우의 지역 국가 행정 건물, 지토미르 지역 비아지우카의 19세기 목조 교회 및 이반키우의 역사 및 지역 역사 박물관을 손상시키거나 파괴했다. 4월 1일 유네스코는 최소 53개의 우크라이나 유적지, 종교 건물, 박물관이 러시아 침공 기간 동안 피해를 입은 것으로 확인됐다고 밝혔다.
문화재는 특별 보호와 국제 인도법의 대상이다. 무력 충돌 시 문화재 보호를 위한 제네바 협약 및 헤이그 협약 (우크라이나와 러시아에 대한 구속력 있음)의 의정서 I에서는 당사국이 역사적 기념물을 군사적으로 이용하거나 적대감이나 보복 행위의 대상으로 삼는 것을 금지한다. 헤이그 협약 제2의정서는 문화재에 대한 공격을 실행 가능한 대안이 없는 경우 "군사적 필요"의 경우에만 허용한다. 문화유산에 대한 공격은 전쟁범죄에 해당하며 국제형사재판소에 기소될 수 있다.

### 병원 및 의료 시설 공격

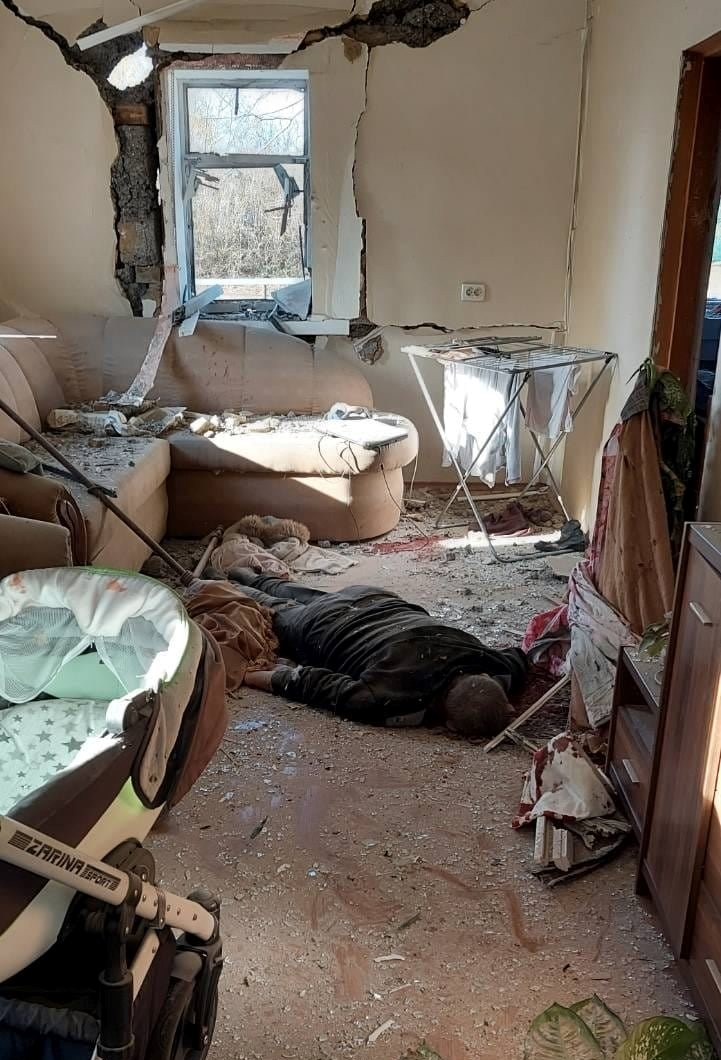
러시아의 체르니히우 폭격으로 사망한 우크라이나 민간인.

3월 26일 기준, 우크라이나의 유엔 인권 감시단은 의료 시설에 대한 74건의 공격을 확인했다. 그 중 61건은 정부 통제 지역(예: 이지움, 마리우폴, 오우루치, 볼노바하 및 부흘레다르의 병원에 대한 공습)에서 발생했으며 9건은 러시아 계열 무장 단체에 의해 통제 지역, 4건은 분쟁 정착촌에서 발생했다. 그 일자까지 6개의 분만 센터, 산부인과 병원 및 10개의 아동 병원이 공격을 받아 2개의 아동 병원과 1개의 분만 병원이 완전히 파괴되었다.
2월 24일, 부흘레다르의 도시 중앙 병원에서 집속탄이 폭발하여 최소 4명의 민간인이 사망하고 10명이 부상을 입었으며 구급차와 병원이 피해를 입었다. 3월 8일에는 하르키우 남쪽의 이지움에 있는 신축된 중앙 병원이 파괴되었고 3월 11일에는 같은 도시의 정신 병원이 공격을 받았다. 3월 9일 러시아의 공습으로 제3마리우폴병원이 파괴되었다. 이 병원은 민간인 대상임이 분명했으며, 그 결과 민간인 17명이 부상을 입었으며 그 중 한 명은 임신 후반기의 여성이었다. 그녀와 태어나지 않은 아이 모두 살아남지 못했다.
3월 30일 세계보건기구는 2월 24일 이후 우크라이나에서 의료 시설, 환자 및 의료 종사자에 대한 공격을 포함하여 의료에 대한 러시아 공격을 82건 확인했다고 보고했다. WHO는 이 공격으로 최소 72명이 사망하고 43명이 부상당한 것으로 추정했다. 4월 8일까지 WHO는 91건의 공격을 확인했다.

## 무차별 공격을 받은 지역

### 도네츠크 주
2월 24일, 러시아군은 친러시아 반군과 협력하여 항구 도시인 마리우폴을 포위했고, 지역 주민들의 자원 공급을 끊어 많은 사상자를 발생시켰다.

#### 마리우폴 극장 공습
3월 16일, 러시아군은 공습 대피소로 사용되던 우크라이나 마리우폴의 도네츠크 지역 드라마 극장을 폭격했다. 우크라이나 당국은 마리우폴 공방전 동안 최대 1,200명의 민간인이 붙들려 있었다고 밝혔다. 극장은 우크라이나 당국이 전쟁 범죄라 부른 이번 공격으로 크게 파괴되었다. 사상자 수는 현재 알려지지 않았다. 우크라이나 당국은 공격 이후 무너진 극장의 불타는 잔해 아래 사람들이 갇혔다고 밝혔지만, 이 지역에서 계속되는 포격으로 복구 노력이 어려워졌다.
극장은 러시아 군대의 침입에 의해 의도적으로 표적이 되어 파괴된 여러 우크라이나 유산 및 문화 유적지 중 하나이다. 3월 14일에 촬영된 극장의 위성 이미지로 극장 외부의 두 곳에 러시아어로 "어린이"라고 적힌 것이 확인되었다. 이는 침략군이 그것을 군사 목표물이 아닌 어린이를 포함하는 민간 공습 대피소임을 인지시키기 위함이었다. 마리우폴 시의회 관계자는 극장이 도시에서 가장 큰 단일 공습 대피소였으며 공격 당시 여성과 어린이만 수용했다고 밝혔다.
비판을 받자 러시아는 우크라이나의 아조프 대대가 전역 폭격을 수행했다고 증거 제시 없이 비난했다.

#### 마리우폴 병원 공습
3월 9일, 러시아군은 마리우폴에 있는 산부인과 및 어린이 병원을 폭격했다. 마리우폴의 여러 소식통은 병원이 명중 당시 분명히 식별 가능하고 운영 중이었다고 보고했다. 병원은 파괴되었고 어린이와 임신부를 포함한 17명의 민간인이 부상을 입었다. 한 임신부는 공격으로 입은 부상으로 아기와 함께 사망했다. 우크라이나 대통령 볼로디미르 젤렌스키는 산부인과 병원 폭격을 두고 "대량학살"이라 했고, 외무장관 드미트로 쿨레바는 이를 "경악스러운 전쟁 범죄"라고, 보리스 존슨 영국 총리는 "악행"이라고 말했다.
구조대원들이 폭격이 끝난 마당을 가로질러 들것에 누워 있는 임신부를 옮기는 사진이 인터넷과 신문을 통해 전 세계로 퍼졌다. 이름 없는 여성은 다른 병원으로 이송되었으나, 3월 13일 아이가 사산된 후 사망했다. 그녀는 폭탄 테러로 인해 골절된 골반과 분리된 엉덩이를 포함하여 수많은 부상을 입었고, 이로 인해 아이가 사산되었다. 의사들은 촛불을 켜고 수술했다.
폭격 이후 사진에 찍힌 또 다른 임신부인, 마리우폴에서 인기 있는 블로거인 마리아나 비셰기르스카야는 다음 날 딸을 낳았다. 비셰기르스카야는 러시아 텔레그램에서 유행하기 시작한 허위 정보 공작의 대상이 되었고, 이는 영국 주재 러시아 대사관의 트윗에서 반복되었다. 러시아 대사관은 비셰기르스카야가 "화장을 잘 하고 있는" 여배우고 주장했으며 공격은 연출된 것이라고 주장했다. 그 음모론은 거짓으로 판명되어 트위터는 대사관 게시물을 삭제했지만 가짜 뉴스는 이미 친러시아 소셜 미디어와 블로그에 퍼졌다.

#### 마리우폴의 주거 지역 대량 포격
3월 2일, 부시장 세르게이 오를로프는 러시아 포병이 인구 밀집 지역인 마리우폴에 거의 15시간 동안 포격했다고 보고했다. 그는 도시의 왼쪽 강둑에 있는 인구 밀집 주거 지역이 "거의 완전히 파괴되었다"고 말했다.

미군 계약업체인 막서 테크놀로지가 3월 9일 아침에 촬영한 마리우폴의 위성 사진은 고층 아파트, 주거용 주택, 식료품점 및 기타 민간 기반 시설에 "광범위한 손상"을 보여주었다. 이것은 전후 사진을 비교하여 결정되었다. 마리우폴 의회는 도시의 피해가 "엄청났다"고 성명을 발표했다. 도시 기반 시설의 약 80~90%가 포격으로 인해 크게 손상되었으며 그 중 거의 30%가 수리할 수 없을 정도로 파괴된 것으로 추정된다. 마리우폴의 보도에 따르면 《로이터》기자 파벨 크릴모프는 "주변에 타워 블록 주거지의 모든 것이 검게 그을린 껍데기들"이라고 말했다.
3월 16일 BBC 뉴스는 거의 지속적인 러시아 공격으로 주거 지역이 "황무지"로 변했다고 보도했다. 같은 날, "아파트 블록에서 화재와 연기가 치솟고 폐허만이 즐비하다. 막대한 피해를 입었다"는 드론 영상을 입수했다고 보도했다. 한 도시 거주자는 BBC에 "왼쪽 강둑 지역에는 온전한 주거용 건물이 없고 모두 불에 탔다"고 말했다. 왼쪽 은행에는 인구 밀도가 높은 주거 지역이 포함되어 있다. 그녀는 또한 도심을 "인식할 수 없다"고 말했다. 같은 날 전쟁연구소 (ISW)는 러시아군이 마리우폴에서 "민간 기반시설을 표적으로 삼는" 전쟁 범죄를 계속 저지르고 있다고 보고했다.
3월 18일 영국의 Sky News는 항공 및 지상 비디오가 "마리우폴의 종말론적 파괴"를 보여주고 있다고 설명했다. Sky News는 또한 두 비디오가 찍힌 위치에서 일부 상업용 부동산 등 마리우폴의 주거 지역 파괴를 확인했다고 보고했다.
2022년 3월 19일 마리우폴의 우크라이나 경찰은 "어린이, 노인들이 죽어가고 있다. 도시가 무너지고 지면에서 지워졌다"고 말했다. 해당 영상은 《AP통신》의 인증을 받았다.
3월 20일 기준 우크라이나 당국은 포위 공격으로 최소 2,300명이 사망한 것으로 추정했다.
2022년 3월 20일 우크라이나 당국은 러시아군이 마리우폴의 제12예술학교를 폭격했다고 발표했다. 우크라이나 당국은 약 400명이 전쟁 기간 동안 대피했다고 주장했다.

#### 도네츠크에서의 미사일 공격 및 포격
3월 14일, OTR-21 토치카 미사일이 도네츠크 시를 강타하여, 러시아 조사에 따르면 23명의 지역 민간인이 사망했다. 러시아와 도네츠크 인민공화국은 이 미사일을 우크라이나 군대가 발사했으며, 우크라이나가 전쟁 범죄를 저지르고 있다고 비난했다. 우크라이나 정부는 이 미사일이 가짜 깃발 작전의 일환으로 러시아군이 발사했다고 주장하며 이 혐의를 부인했다.
3월 25일 우크라이나 주재 유엔 인권 감시단은 도네츠크와 자칭 도네츠크 및 루간스크 공화국이 통제하는 다른 지역에서 우크라이나 군대가 무차별적으로 포격을 가했다는 주장을 조사중이라고 발표했다.

#### 크라마토르스크 기차역 미사일 공격
크라마토르스크 시장에 따르면 4월 8일 토치카 미사일이 크라마토르스크의 기차역을 강타했으며 최대 4000명의 민간인이 도시를 대피하기 위해 기다리고 있었다. 우크라이나 당국은 러시아가 공격을 자행했다고 비난했으며, 98~300명의 민간인이 이 공격으로 부상을 입었고 5명의 어린이 등 최소 50명이 사망했다고 말했다. 미사일 중 하나에는 러시아어로 "어린이 차량"이라고 쓰여 있었다.
러시아 국방부는 토치카 미사일이 우크라이나 군에서만 사용되었다고 주장하면서 혐의를 부인했다. 그러나 분석가들은 소셜 미디어의 이미지와 비디오로 러시아가 미사일 사용이 보인다고 말한다.

### 체르니히우주

#### 체르니히우 폭격
3월 3일, 러시아군은 체르니히우에서 2개의 학교와 여러 아파트를 파괴하여 47명의 민간인을 사살했다. 그들 대부분은 식품점에서 식량을 배급받으러 줄을 서고 있었는데, 당시 러시아군의 무인 공중 폭탄 8기로 공습을 당했다. 국제앰네스티는 공격 현장 근처에서 어떠한 군사적 표적도 확인하지 못했다. 이 행동은 국제앰네스티에 의해 전쟁범죄로 간주된다. 우크라이나 주재 유엔 인권감시단의 마틸다 보그너 대표는 이번 폭격이 구별, 비례, 실행 가능한 예방 조치, 무차별 공격 금지의 원칙을 위반했다고 밝혔다.

### 키이우 주

#### 이르핀 포격
2022년 3월 6일 9시 30분부터 현지 시간으로 오전 2시부터 오후 2시까지 러시아군은 수백 명의 민간인이 키이우로 탈출하기 위해 사용하고 있던 이르핀 교차로를 반복적으로 포격했고, 우크라이나군은 교차로에서 약 180m 떨어진 군사 위치에서 러시아군을 향해 박격포탄을 발사했다. 휴먼라이츠워치는 러시아군이 무차별적 공격을 자행했다고 규탄했다. 그것은 이르핀 전투 중 발생했다. 8명의 민간인이 사망했으며 박격포 공격으로 2명의 어린이가 사망했다.

#### 키이우 폭격

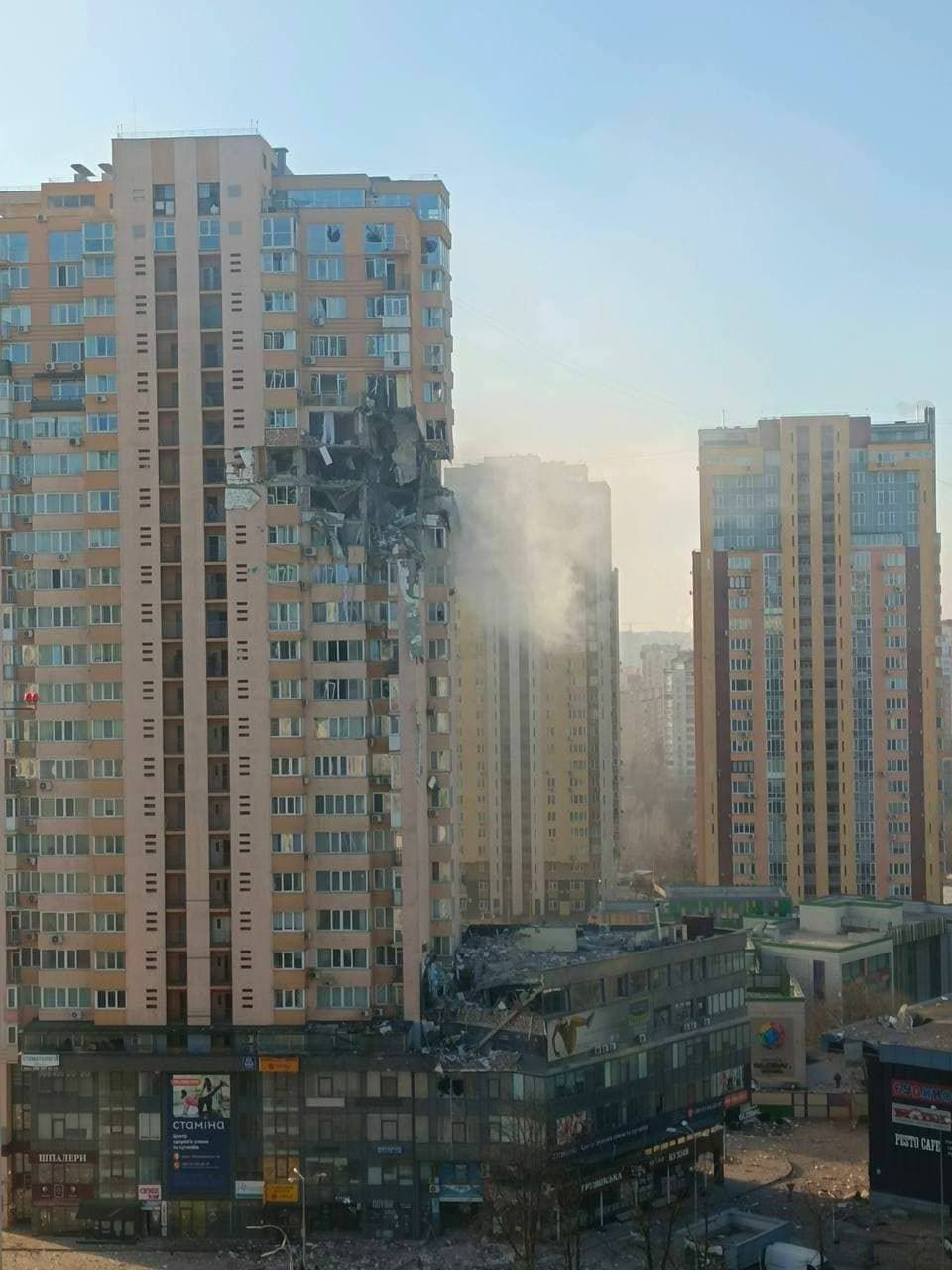
2022년 2월 26일 미사일에 맞은 키이우의 주거용 건물.

약 300만 명의 인구가 거주하는 우크라이나의 수도 키이우는 러시아의 공습 목표 중 하나였다. 유치원과 고아원도 포격을 당했다.

### 수미주

#### 수미 폭격
3월 7일 저녁과 밤 내내 러시아군은 수미의 주거 지역에 대한 공습을 감행했다. 어린이 3명을 포함해 약 22명이 사망했다. 수미지방검찰청의 절차적 지도 하에 전쟁법과 관습 위반 혐의로 형사소송이 제기되고 있다.
2022년 3월 21일 수미 전투 중 러시아의 공습으로 교외에 위치한 수미킴프롬 비료 공장의 암모니아 탱크 중 하나가 손상되어 노보셀리차 및 베르흐냐 시로바트카 마을 등 반경 2.5km의 땅이 오염되었다. 러시아 국방부는 우크라이나 민족주의자들이 주민들을 대량 중독시킬 목적으로 암모니아와 염소 저장고에 지뢰를 매설했다고 주장했다.

### 하르키우 주
하르키우 전투 동안, 시각 장애인을 위한 기숙 학교를 포함하여 주거지역 대부분이 러시아 포격으로 파괴되었다. 180만 인구 중 3월 7일까지 하르키우에 남은 사람은 500,000명에 불과했다.
3월 4일에는 5명의 어린이를 포함하여 122명의 민간인이 하르키우 지역에서 사망했다. 3월 8일, 러시아군은 완전히 파괴된 이지움의 병원을 폭격했다. 지역 당국은 이 포격을 전쟁 범죄로 간주했다.

### 미콜라이우 주

#### 미콜라이우 폭격
2022년 3월 13일 러시아군은 미콜라이우에 집속탄 폭격을 감행했다. 이 공격으로 현금 인출기 앞에서 줄을 서 있던 9명의 민간인이 사망했다. 러시아군은 인구 밀도가 높은 지역에 BM-30과 우라간 집속탄을 사용했다.

### 지토미르 주

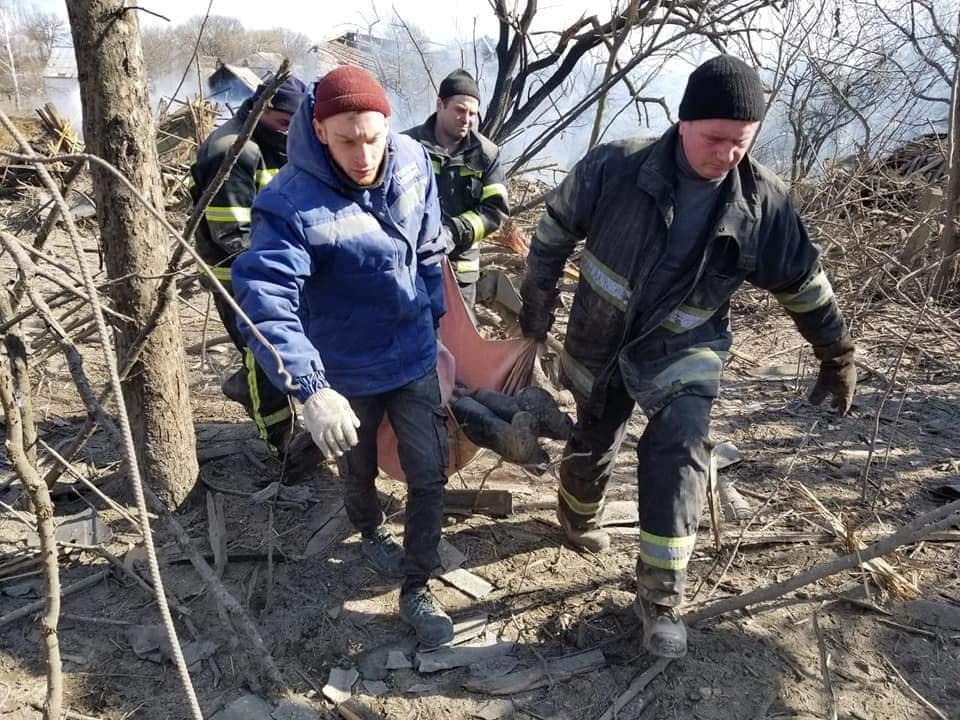
3월 8일 러시아의 공습 후 말린시 구조대원들이 잔해 속에서 발견된 시신을 운반하고 있다.

3월 1일 저녁 늦게 러시아군이 도시의 주거 지역을 공격했다. 슈헤비치 거리와 시 병원 주변에 있는 약 10개의 주거용 건물이 파괴되었다. 몇 개의 폭탄이 도시에 떨어졌다. 그 결과 최소 2명의 우크라이나 민간인이 사망하고 3명이 부상을 입었다. 3월 2일, 포탄은 지역 분만 센터와 일부 개인 주택을 강타했다.
3월 4일, 로켓이 25번째 지토미르 학교를 공격하여 학교의 절반을 파괴했다. 저녁에는 "오제르네와 지토미르 군수 공장"이 공격을 받아 2명이 부상을 입었다. 3월 8일에는 공습으로 기숙사가 타격을 받고 이소바트 공장이 피해를 입었다. 3월 9일, 도시 외곽(오제르네 지역)이 공격을 받았다.

### 루간스크주

#### 크레미나 요양원 공격
우크라이나의 인권 옴부즈맨인 류드밀라 데니소바는 3월 11일 크레미나 마을의 요양원에 있던 50명 이상의 노인들에게 탱크가 총을 쏘았으며, 이는 "인종차별적 점령군"에 의한 "반인도적 범죄"라고 주장했다. 루간스크 지역의 주지사 세르히 하이다이도 같은 주장을 했다. 보고된 바에 따르면, 56명의 희생자가 사망했고 15명의 생존자는 "점령지"에 있는 스바토베로 이송되었다. 의혹은 지금까지 제3자의 검증을 거치지 않았다.

## 민간인에 대한 부당 대우, 고문 및 고의적 살해
전쟁 범죄를 증언하는 '명백한' 증거와 목격자 진술 외에, 다른 증거로는 우크라이나 정부의 러시아군 통신 감청, 민간인의 집단 매장에 대한 러시아 정부의 비상 계획이 있다.

### 부차 학살
러시아군이 키이우 북쪽의 부차에서 철수한 후, 3월 말에 마을 주거 지역의 거리에 적어도 9명의 시체가 누워 있는 것으로 보이는 영상이 나타났다. 이 지역을 방문한 기자들은 민간인 복장을 한 최소 20구의 시체를 보았다고 보고했다. 4월 1일,《AFP》는 최소 20구의 민간인 시신이 부차 거리에 누워 있고 최소 1구는 손이 묶여 있다고 보도했다. 시장 아나톨루 페도루크는 이 사람들이 모두 뒤통수에 총을 맞았다고 말했다. 페도루크는 도시에서 약 270~280명의 시신들이 공동묘지에 매장되어야 한다고 말했다. 4월 15일, 지역 경찰은 러시아군이 철수한 후 부차에서 350구 이상의 시신이 발견되었으며 대다수가 총상으로 사망했다고 보고했다.
《키이우 인디펜던트》는 뉴스 기사에 길가에서 러시아 군인들이 도주하기 전 불을 지른 것으로 보이는, 담요 아래 한 남성과 두세명의 벌거벗은 여성 시신 사진과 정보를 실었다.
《타임스》가 보도한 바에 따르면, 우크라이나 영토 방위군은 부차 지역 자부치차 마을의 지하실에서 살해된 남성, 여성, 어린이의 시신 18구가 발견되었다. 인터뷰한 우크라이나 군인 중 한 명은 고문의 증거가 있다며, 일부는 귀가 잘리거나 이빨이 뽑혔다고 말했다. 부차서부 보르젤에서는 러시아 군인들이 한 여성과 그녀의 14세 아이가 숨어 있던 지하실에 연막탄을 던진 후 살해했다.
《뉴욕 타임스》는 러시아 점령 기간 동안 고층 건물에자리잡은 저격수가 움직이는 사람을 모두 쏘았다고 보도했다. 이 기사에는 우크라이나 여성이 러시아 군인들에게 납치되어 지하실에 갇힌 후 성노예가 된 뒤 살해되었다는 내용도 있다. 우크라이나 인권 옴부즈만 류드밀라 데니소바는 한 무리의 여성과 소녀들이 거의 한 달 동안 지하실에 갇힌 사례를 제시하며 그 중 9명이 임신했다고 보고했다.
4월 4일 우크라이나 검찰총장은 키이우 지역 경찰이 부차에 있는 어린이 요양병원 지하에서 "고문실"을 발견했다고 밝혔다. 지하실에는 등 뒤로 손이 묶인 다섯 남자의 시신이 있었다. 발표와 함께 페이스북에 여러 장의 사진이 게재됐다.
4월 5일 《AP통신》 기자들은 부차의 놀이터 근처 주택가에서 두개골에 관통상이 있는 시체와 불에 탄 어린이의 시신 등 여러 그을린 시체를 발견했다. 기자들은 신원이나 사인을 알아볼 수 없었다.
4월 6일 우크라이나 수사관들은 마을의 유리 공장에서 묻힌 시신과 3구의 다른 시신을 발견했고, 그 중 1구는 참수되었다고 밝혔다.
《키이우 인디펜던트》는 3월 4일 러시아군이 키이우 인근 도시 부차의 개 보호소에 개 사료를 배달한 비무장한 우크라이나 민간인 3명을 살해했다고 보도했다. 또 다른 사건에서는 장갑차를 탄 러시아 군인이 차를 타고 도망치는 민간인에게 발포하여 남성, 여성 및 두 명의 어린이가 사망했다. 부차 주민들에 따르면 마을에 들어서자 러시아 탱크와 군용 차량이 거리를 질주하며 무작위로 집 유리창을 쏘았다고 한다.
우크라이나 당국은 이 상황을 '대량학살', '학살', '전쟁 범죄'라고 불렀지만, 러시아 국방부는 이 영상이 연출된 거짓이라고 주장하면서, 우크라이나 군대가 민간인을 살해했다고 비난했다. 많은 다른 국가들이 조사와 책임을 요구했으며 영국 총리 보리스 존슨은 부차를 촬영한 영상이 "푸틴과 그의 군대가 전쟁 범죄를 저지르고 있다는 더 많은 증거"라고 말했다. 영국, 독일, 프랑스, 스페인과 같은 여러 국가는 침략에서 보고된 잔학 행위에 대한 러시아 군대의 기소와 처벌을 요구했다. 4월 4일 미국 대통령 조 바이든은 푸틴을 "전범"이라고 불렀다. 보리스 존슨은 영국이 부차에서 적발된 잔학 행위에 대해 푸틴 대통령을 심판하기 위해 자원을 이용할 것이라고 말했다.
국제앰네스티는 부차 인근에서 발생한 살인이 "비사법적 처형 및 기타 불법적인 살인"에 해당한다고 논평다. 국제앰네스티 사무총장 아그네스 칼라마르는 "증언에 따르면 우크라이나의 비무장 민간인들이 형언할 수 없는 잔혹함과 충격적인 잔혹 행위로 집과 거리에서 살해되고 있다"고 덧붙였다.

### 키이우 지역의 처형
4월 15일 키이우 지역 경찰은 러시아가 철수한 후 이 지역에서 민간인 시신 900구를 발견했으며 부차에서는 350구 이상을 발견했다고 보고했다. 경찰에 따르면 거의 95%가 "이유 없이 처형"되었다. 더 많은 시체가 집단 매장지 및 잔해 아래에서 계속 발견되었다.

### 체르니히우 지역 민간인 학살
휴먼 라이츠 워치는 스타리 비키우에서 러시아군이 최소 6명을 검거하여 침공 초기에 처형했다는 보고를 인용했다.

### 트로스얀네츠의 살인
수미 주의 트로스얀네츠 마을이 러시아의 통제에서 해방된 후, 시체 안치소의 지역 의사는 마을에서 적어도 한 명이 고문을 받은 후 러시아인들에 의해 살해되고, 젊은이들이 납치되었다고 보고했다. 마을병원도 포격을 당했다. 《뉴욕 타임즈》는 누가 건물을 공격했는지는 불분명하지만 지역 주민들은 러시아인들을 비난했다고 전했다.
가디언지의 기자들은 러시아군으로부터 해방된 후 마을을 방문하여 러시아군이 자행한 처형, 약탈, 고문의 흔적을 발견했다. 시장에 따르면 러시아군은 도시를 점령하는 동안 50명에서 100명 사이의 민간인을 죽였다. 한 현지 목격자는 러시아 군인들이 "새끼들아 도망쳐!"라고 외치며 노인들에게 음식을 배달하는 여성들을 겁주기 위해 공중에 총을 쏘았다고 말했다.

### E40 고속도로 사격
3월 7일 키이우 외곽의 E40 고속도로 근처에서 작전 중인 우크라이나 영토 방어군 무인기는 러시아군이 손을 들고 있는 민간인을 쏘는 모습을 촬영했다. 우크라이나군이 4주 후 그 지역을 탈환한 후, 그 지역을 조사하던 BBC 뉴스 직원은 둘의 시신이 모두 불에 탄 차 가까이에 있는 것을 발견했다. 더 많은 시체가 고속도로를 따라 늘어서 있었고 그 중 일부는 불탄 흔적도 보였다. 사건이 진행되는 동안 그 차에 타고 있던 부부가 숨지고 아들과 노인은 풀려났다. 시신을 태운 것은 러시아군이 자신이 한 일에 대한 증거를 인멸하려 했다는 표시였을 수 있다. 도로에서 최소 10명의 사망자가 발견되었으며 이 중 2명은 알아볼 수 있는 우크라이나 군복을 입고 있었다. 드론 영상은 우크라이나 당국과 런던 메트로폴리탄 경찰에 제출됐다.
우크라이나 법무장관이 수집한 목격담에 따르면, 키이우 인근 지역을 떠나는 러시아 부대는 철수할 때 아이들을 탱크 위에 앉게 함으로써 인간 방패 로 삼았다. 노비 비키우 마을에서 러시아인들은 자신들을 보호하기 위해 탱크 앞에 우크라이나 어린이들을 배치했다고 한다. 우크라이나의 다른 지역에서는 러시아군이 현지 어린이들을 인질로 잡고 군대의 좌표를 알려줄 경우 부모를 위협했다는 주장이 나왔다. 우크라이나 인권 옴부즈맨에 따르면 러시아 군인이 우크라이나 어린이를 인간 방패로 사용한 사례는 수미, 키이우, 체르니히우 및 자포리자 주에서 기록되었다.

### 헤르손에서의 민간인 납치 및 고문
우크라이나 유권자 위원회의 헤르손 지역 국장인 데멘티 빌리는 러시아군이 우크라이나의 헤르손 주에서 민간인을 "구타, 고문, 납치"하고 있다고 주장했다. 그는 목격자들이 자의적인 수색과 구금 "수십 건"을 설명했으며, 그 결과 알려지지 않은 사람들이 납치됐다고 덧붙였다. 3월 16일까지 최소 400명의 주민이 실종되었으며, 스카도프스크 시장과 부시장은 무장한 남성에게 납치된 것으로 추정된다. 유출된 것으로 의심되는 편지는 헤르손에서 발생하는 시위를 진압하기 위해 러시아가 "큰 테러"를 계획하고 사람들이 "한밤중에 집에서 쫓겨나야 할 것"이라고 쓰여 있었다.

### 마카리브에서의 대규모 고문
우크라이나 국방부는 시신 132구를 발견했다고 발표하며, 이들에 대한 러시아군의 고문 및 살해를 규탄했다.

### 약탈자와 친러시아 지지자들에 대한 학대
유엔 우크라이나 인권감시단(HRMMU)에 따르면 우크라이나 정부가 통제하는 영토에서 러시아군을 지원자들을 학대했다는 믿을 만한 보고가 있었다. 보고서와 비디오 영상은 민간인과 영토 수비대원 모두에 의한 최소 45건의 학대와 고문을 기록했다. 이 사건의 대부분은 "가해자는 개인을 전기 기둥이나 나무에 테이프로 붙이고 옷을 일부 혹은 전부 벗긴 뒤 막대기로 때리고 페인트를 뿌리거나 '약탈자'라는 단어로 몸에 표시를 한 것으로 추정된다. . . 이러한 행위 중 일부는 분쟁과 관련된 성폭력에 해당할 수도 있다." 3월 25일 HRMMU는 러시아를 지원하기 위해 우크라이나 정부가 통제하는 영토 내에서 민간인이 살해된 보고된 사례를 최소 2건 기록했다.

### 마리우폴에서의 시신 처리
우크라이나 당국은 러시아가 전쟁 범죄의 증거를 은폐하고 사망자 수를 숨기기 위해 이동식 화장터를 이용해 마리우폴의 시신을 처리하고 있다고 말했다. 마리우폴에 있지 않은 마리우폴 시장 바딤 보이첸코는 러시아군이 냉동고를 운용한다는 출처를 인용한 후 "트럭처럼 보이는 이동식 화장터가 도착했다"고 말했다.

## 성범죄
2022년 3월 우크라이나에 있는 유엔 인권 감시단은 성폭력의 위험 증가와 피해자가 신고를 꺼릴 위험이 있음을 강조했다. 《가디언》에 따르면 러시아군이 키이우 북부 지역에서 철수한 후 우크라이나 민간인에게 가해진 강간, 고문 및 즉결 처형에 대한 "수많은 증거"가 있었다. 그 중에는 총기를 겨눈 채 아이들 앞에서 집단 강간한 사례도 있다.
3월 말, 우크라이나 검찰총장은 비무장 민간인을 살해한 뒤 아내를 반복적으로 강간한 러시아 군인에 대한 조사에 착수했다. 이 사건은 3월 9일 키이우 외곽의 한 마을에서 발생한 것으로 추정된다. 피해자는 두 명의 러시아 군인이 남편을 살해한 후 그녀를 수차례 강간했고, 4살 난 아들은 보일러실에 숨었다고 말했다. 이 주장은 《타임즈》에 처음 게시되었다. 러시아 정부의 대변인은 이 주장을 거짓말이라고 일축했다. 우크라이나 당국은 2022년 2월 침공 이후 러시아군에 의한 성폭행과 강간 사건에 대한 수많은 보고가 나왔다고 밝혔다. 우크라이나 의원 마리나 메젠체바는 이러한 유형의 사례가 제대로 보고되지 않았으며 다른 희생자가 많이 있다고 말했다.
보고된 또 다른 사건에서는 러시아 군인이 민간인들을 보호하는 마을인 말라야 로한의 한 학교에 들어가 젊은 우크라이나 여성을 강간했다. 휴먼라이츠워치는 이 여성이 러시아 군인에게 위협을 받고 반복적으로 강간당했으며, 뺨과 목, 머리카락을 잘렸다고 보고했다. 목격자의 진술에 따르면, 마을 주민들은 사건의 마을을 점령한 러시아 담당자들에게 알렸고, 그들은 가해자를 체포한 뒤 즉결 처형될 것이라고 말했다. 우크라이나 외무장관 드미트로 쿨레바는 러시아군이 우크라이나 여성에 대해 "수많은" 강간을 저질렀다고 말했다. 무력분쟁 내 성폭력 데이터베이스에 따르면, 러시아군에 의한 성폭력은 2014년부터 우크라이나 동부에서 발생한 7년 중 3년 동안 보고되었다.
휴먼라이츠워치는 체르니히우 지역과 마리우폴에서 발생한 다른 강간 사건에 대한 보고를 받았다. 《ABC 뉴스》는 2022년 4월 키이우 인근 베레스트얀카 마을에서 "강간, 총격, 무분별한 처형"이 발생했다고 보도했다. 여기서 러시아군은 아내와 그녀의 여자 친구를 강간하는 것을 막으려 한 남성에게 총을 쏘았다고 한다.

## 화학 무기
4월 11일 도네츠크 인민공화국의 대변인인 에두아르드 바수린은 마리우폴의 아조우스탈 철강 공장에 있는 우크라이나군을 언급하면서 "우리는 화학군에게 이 두더지를 연기로 뛰쳐나오게 할 방법을 찾도록 요청해야 한다"고 말했다.

## 강제 이주
우크라이나 당국과 2명의 목격자에 따르면 러시아군은 마리우폴 공방전 동안 수백 명의 주민들을 우크라이나에서 러시아로 강제 추방했다고 한다. 3월 24일, 우크라이나 외무부는 러시아군이 약 6,000명의 마리우폴 주민을 "인질"로 삼아 우크라이나에 더 많은 압력을 가하기 위해 강제로 이주시켰다고 주장했다. 키이우 주재 미국 대사관은 2,389명의 우크라이나 어린이가 자칭 도네츠크와 루간스크에서 불법적으로 러시아로 끌려갔다고 주장하며 우크라이나 외무부의 주장을 인용했다.
3월 24일 우크라이나 인권 옴부즈맨인 류드밀라 데니소바는 402,000명 이상의 우크라이나인 (어린이 84,000명 포함)이 러시아로 강제 이송되었다고 말했다. 러시아 당국은 80,000명 이상의 어린이 등 384,000명 이상이 우크라이나와 자칭 도네츠크 및 루간스크 공화국에서 러시아로 대피했다고 밝혔다.
제4차 제네바 협약 제49조는 전쟁 중 민간인과 같은 보호받는 사람들의 강제 이주를 금지하고 있다.
| 기간                       | 추방    | 원천    |
| -------------------------- | ------- | ------- |
| 2월 18일                   | 90,000  | [ 182 ] |
| 2022년 2월 24일 - 3월 23일 | 384,000 | [ 183 ] |
| 2022년 2월 24일 - 3월 24일 | 402,000 | [ 184 ] |
| 2022년 2월 24일 - 4월 11일 | 700,000 | [ 182 ] |

### 민간인의 자의적 구금 및 강제실종
3월 22일 비영리단체 국경없는기자회는 《라디오 프랑스》에서 일하는 우크라이나인 수리공과 통역사가 3월 5일 고향으로 돌아가려고 중부 우크라이나의 한 마을로 향하던 중 러시아군에 체포됐다고 보고했다. 그는 9일 동안 감금되어 감전과 쇠창살로 구타, 모의 처형을 당했다. 3월 25일 국경없는기자회는 러시아군이 점령지에서 여러 우크라이나 언론인을 위협, 납치, 구금 및 고문했다고 주장했다. 고문은 제4차 제네바 협약 제32조와 유엔 고문방지협약 제2조에 따라 금지되어 있다.
우크라이나에 있는 유엔 인권 감시단은 침공 첫 달에 21명의 언론인과 시민 사회 활동가가 러시아 점령 지역에서 자의적으로 구금되었다고 기록했으며, 그 중 9명은 이미 석방된 것으로 확인했다. 인권감시단은 또한 자칭 루간스크와 도네츠크 공화국의 러시아군과 소속 무장단체에게 3명의 시장 등 24명의 공무원과 지방 당국의 공무원이 체포 및 구금되었음을 확인했다.
국제인도법은 민간인이 개별적으로 안보 위협을 가하는 경우에만 민간인의 억류를 허용하고, 전쟁포로(PoW) 지위가 의심되는 모든 억류자는 그 지위가 결정될 때까지 제네바 협약에 따라 전쟁포로로 취급되어야 한다.

## 포로의 대우

### 우크라이나의 전쟁 포로

#### 포로가 된 러시아 군인 모욕
2월 27일부터 우크라이나 내무부는 사망한 러시아 군인의 사진과 비디오를 소셜 미디어에 공유했다. 곧 수십 개의 전쟁 포로가 심문을 받고 때로는 눈가리개를 하거나 결박된 채 침략을 사과하고, 그들의 이름과 개인 정보가 공개되는 비디오가 게시되었다. 이 영상들은 포로를 "모욕과 대중의 호기심으로부터" 보호해야 한다고 명시한 제3차 제네바 협약 제13조 위반 가능성에 대한 우려를 불러일으켰다. 3월 7일 국제앰네스티는 성명을 통해 "분쟁의 모든 당사자가 전쟁포로의 권리를 완전히 존중하는 것이 중요하다"며, 촬영된 전쟁포로와 그 가족은 러시아로 송환된 후 보복의 위험에 처할 수 있다고 밝혔다.
3월 16일, 휴먼라이츠워치는 동영상의 목적을 의도적인 굴욕과 수치심을 주려는 것이라 말하면서 우크라이나 당국에 SNS와 메신저 내의 게시를 중단할 것을 촉구했다. 여러 서방 언론에서 유사한 우려를 표명했다 UN 인권 고등 판무관 엘리자베스 트로셀 대변인은 비디오가 진짜라면 인간의 존엄성 및 현행 국제인도법과는 양립할 수 없을 것이라고 말했다. 국제법 전문가인 다니엘 에라스무스 칸은 《슈피겔》과의 인터뷰에서 "전쟁 포로를 집으로 불러들이게 하는 것은 실제로 좋은 일이지만 그것을 촬영하여 온라인에 올리는 것은 좋지 않다"고 말했다.

#### 러시아 군인에 대한 무릎 사격
3월 27일, 우크라이나 군인이 러시아 포로 무릎 사격 비디오가 텔레그램에 업로드되었다. 이 영상은 최근 우크라이나군이 탈환한 지역인 하르키우 남동쪽의 말라야 로한에서 촬영된 것으로 보인다. 이 영상은 땅에 누워있는 많은 포로가 된 군인들을 묘사하고 있다. 많은 사람들이 다리 부상에서 피를 흘리는 것으로 보이며 체포자들에게 심문을 받고 있다. 어느 시점에서 세 명의 죄수가 차에서 나와 다리에 총을 맞았다. 납치범의 억양과 제복은 그들이 국가의 동쪽에서 온 우크라이나인과 일치한다.
3월 29일 우크라이나 주재 유엔 인권감시단 대표 마틸다 보그너는 “매우 우려스럽다”고 말했다. 그녀는 러시아와 우크라이나에 양측 수감자들에 대한 부당한 대우 혐의에 대한 조사를 시작할 것을 촉구하고, 양국에 포로를 인도적이며 "대중의 호기심에 노출되지 않고 존엄하게 대우"받을 수 있도록 해야 할 의무를 상기시켰다. 휴먼라이츠워치는, 영상이 사실이라면, 심각한 국제인도법 위반 사항을 보여주며 우크라이나 당국이 전쟁범죄에 해당할 수 있는 행위에 대해 효과적인 조사를 할 것을 촉구했다고 전했다.
 우크라이나 대통령실 보좌관인 올렉시 아레스토비치는 이 사건이 "매우 심각하다"며 "절대 용납할 수 없는 행동"이라고 말했다. 러시아 연방 조사위원회 위원장인 알렉산데르 바스트리킨도 조사에 착수할 것이라고 말했다. 우크라이나군 참모총장 발레리 잘루즈니는 성명을 통해 러시아군이 우크라이나 방위군의 신용을 떨어뜨리기 위해 가짜 비디오를 만들었다고 논평했다.

#### 포로로 잡힌 러시아군 처형
4월 6일, 조지아 군단의 우크라이나군이 사로잡힌 러시아군을 처형하는 영상이 텔레그램에 게시되었다. 이 비디오는 《뉴욕 타임즈》와 《로이터》에 의해 검증되었다. 부상당한 러시아 군인이 땅에 누워있는 동안 우크라이나 군인에게 두 번 총에 맞은 것으로 보인다. 머리에 상처를 입고 손이 뒤로 묶인 1명 등 3명의 죽은 러시아 군인이 근처에 보였다. 비디오는 부차에서 남쪽으로 7마일 떨어진 드미트리브카 마을 북쪽 도로에서 촬영된 것으로 보인다. 사건은 게시된 날짜에 따르면 4월 2일에 발생했다. 영상에서 한 병사는 "우크라이나에 영광을"이라고 말하고 다른 한 병사는 "영웅에게 영광을"이라고 한다.

### 우크라이나의 전쟁 포로
우크라이나 주재 유엔 인권감시단은 러시아군과 도네츠크, 루간스크 공화국이 억류하고 있는 우크라이나 전쟁포로의 처우에 대해 우려를 표명했다. 우크라이나 전쟁 포로들이 친러시아 노래를 부르도록 강요받거나 타박상을 입은 모습을 보여주는 비디오는 그들의 처우에 대한 우려를 불러일으켰다.
2022년 4월 4일 우크라이나 옴부즈맨 류드밀라 데니소바는 우크라이나 전쟁포로가 러시아 당국의 부당한 대우에 대해 불만을 제기했으며, 납치범들이 반복적으로 협박과 위협을 가하며 비인간적인 생활 환경을 조성했다고 주장했다. 데니소바는 수감자들이 "주기적으로 한 번에 한 명씩 불려나왔다. (러시아 당국이) 본보기로 그들을 때리고 귀 근처에 총을 쏘며 위협했다"고 말했다. 우크라이나 의회 인권위원회 위원장인 드미트로 루비네츠는 러시아인들이 우크라이나 여성 수감자들의 머리를 강제로 밀었다고 주장했다.

## 약탈
약탈은 제네바 협약 제52조에 따른 전쟁 범죄이다. 부차 학살의 생존자들은 러시아 군인들이 도시를 약탈하며 보석, 전자 제품, 주방 용품, 의복, 피난민, 사망자 및 아직 도시에 있는 사람들의 차량을 가져갔다고 비난했다. 《월스트리트 저널》기자 야로슬라프 트로피모프는 우크라이나 남부를 방문하는 동안 러시아 군인들이 음식과 귀중품을 약탈했다는 증언을 들었다고 보도했다. 한 달 간의 러시아 점령 이후 트로스얀네츠를 방문했던 《가디언》 기자들은 "조직적인 약탈"의 증거를 발견했다. 마찬가지로 키이우 인근 베레스트얀카의 마을 주민들은 《ABC 뉴스》에 마을이 우크라이나의 통제로 돌아가기 전에 러시아 군인들이 집에서 옷, 가전제품, 전자제품을 약탈했다고 말했다.
텔레그램에는 러시아 군인들이 훔친 우크라이나 물품을 벨라루스에서 택배를 통해 집으로 보내는 영상이 올라왔다. 영상에서 볼 수 있는 품목은 에어컨, 알코올, 자동차 배터리, Epicentr K 매장의 가방이다. 뉴스 애그리게이터 Ukraine Alert는 버려진 러시아 장갑차에서 도난품을 발견한 비디오와 세 대의 세탁기를 실은 손상된 러시아 군용 트럭 이미지를 게시했다. 도청된 전화 통화에서도 약탈 관련 언급이 있었다. 우크라이나 보안국이 공개한 러시아 군인의 전화에서는 이런 대화가 들려왔다. 군인이 여자친구에게 "내가 당신을 위해 화장품을 훔쳤다"라고 말하자 여자친구는 "어떤 러시아 사람이 아무것도 안 훔쳐?"라고 대답한다. 러시아 회사 CDEK 우편 서비스는 4월 초부터 CCTV의 라이브 스트리밍을 중단했다. CDEK는 고객이 지점을 방문하기 전에 사무실이 얼마나 바쁜지 보여주기 위해 고객의 편의를 위해 배달 사무소의 비디오를 라이브 스트리밍한다. 이 라이브 스트림은 리투아니아에 기반을 둔 망명 벨라루스 반체제 인사 안톤 모톨코가 약탈의 증거로 사용했다. 의심되는 품목 중 일부는 체르노빌 원자력 발전소에서 나온 것이다. 이러한 품목은 원자력 발전소에서 작업에 사용되기 때문에 방사성을 띄고 있다.
러시아군이 벨라루스에서 약탈품을 거래하기 위해 우크라이나 밖에서 바자회를 세웠다는 보고가 있다. 그러한 품목은 "세탁기 및 식기 세척기, 냉장고, 보석, 자동차, 자전거, 오토바이, 접시, 카펫, 예술 작품, 어린이 장난감, 화장품"이다. 러시아 군인은 유로와 미국 달러로 지불을 원하지만 통화 제한으로 현지에서는 어렵다.

## 의도에 대한 주장

### 대량 학살 의도
2022년 4월 5일 홀로코스트 학자 유진 핀켈은 2022년 러시아 침공의 초기 단계가 우크라이나 군대의 저항과 부딪힌 후 침공의 목표가 진화했다고 주장했다. 핀켈에 따르면, 티모시 세르게이체프가 리아 노보스티에서 발행한 에세이 《러시아는 우크라이나에 대응하여 무엇을 해야 하는가 》에 설명된 바처럼, 대량학살 의도에 대한 "풍부한" 증거와 함께 부차 학살 등 광범위한 전쟁 범죄에 대한 결합된 증거는 그 집단학살이 일어나고 있다는 것을 확립시킨다. 2022년 4월 8일, 역사가 티모시 D. 스나이더는 《러시아는 우크라이나에 대응하여 무엇을 해야 하는가》 에세이를 "우크라이나 국가 자체를 완전히 제거하기 위한 명시적 프로그램"이라고 설명했다. 스나이더에 따르면 세르게이체프는 "나치"에 대한 러시아식 정의를 "러시아인임을 인정하지 않는 우크라이나인"으로 제시하고, "우크라이나 문화 또는 유럽 연합에 대한 친화성"을 "나치즘"으로 간주한다. 따라서 스나이더에 따르면 이 문서는 러시아인을 나치가 아닌 것으로 정의하고, 우크라이나인에 대한 파시즘적 방법을 사용을 정당화하면서 이를 "탈나치화"라고 부른다. 스나이더는 문서를 "지금까지 본 것 중 가장 공개적으로 대량 학살을 일으킨 글 중 하나"라고 설명하며 본문에는 2천만 명의 우크라이나인 대다수가 살해되거나 노동 수용소로 보내져야 한다고 명시되어 있다. 스나이더는 부차 학살에 대한 정보가 널리 알려진 지 이틀 만에 공개된 세르게이체프의 문서가 대량 학살의 다른 경우보다 대량 학살 의도의 확립을 법적으로 입증하기 훨씬 쉽게 만든다고 주장한다. 《가디언》 역시 《리아 노보스키》를 포함한 러시아 언론이 침략에 대한 우크라이나의 저항이 나치즘의 근거라며 집단 학살을 조장한다고 기술했다.
2022년 4월 14일 우크라이나 의회는 정치 및 군사 지도부를 포함한 러시아 군대의 행각이 우크라이나 국민에 대한 대량 학살로 인정된다 주장하는 결의안을 채택했다. 결의안에는 “러시아군의 행위는 단순한 침략범죄가 아니라 우크라이나 국민의 조직적이고 지속적인 파괴와 그들의 정체성, 자결권과 자주적 발전권 박탈을 목표로 하고 있다"고 적혀 있다.

## 사법 절차

### 국제형사재판소
2022년 2월 25일 ICC 검사 카림 아마드 칸은 ICC가 "관할권을 행사하고 우크라이나 내에서 저지른 집단 학살, 인도에 반한 범죄 또는 전쟁 범죄를 조사할 수 있다"고 말했다. 칸은 2월 28일에 ICC 전수 조사에 착수할 것이며 자신의 팀에 "모든 증거 보존 기회를 탐색"할 것을 요청했다고 밝혔다. ICC 회원국이 사건을 수사에 회부하면 공식 수사 개시가 더 빠를 것이라고 말했다. 리투아니아 총리 잉그리다 시모나이트는 같은 날 리투아니아가 ICC 조사 개시를 요청했다고 밝혔다.
3월 2일, 39개 주가 이미 우크라이나의 상황을 ICC 소추관에 회부했다. ICC 소추관은 2013년 11월 21일부터 우크라이나에서 자행된 전쟁 범죄, 반인도적 범죄 또는 집단 학살에 대한 과거 및 현재 혐의에 대한 조사를 개시할 수 있었다. 3월 11일에 ICC 소추관에게 2건이 추가로 제출되었고, 소추관은 조사가 시작될 것이라고 선언했다. 검찰청은 증거가 있는 사람들이 수사관과 접촉할 수 있는 온라인 창구를 마련했고 수사관, 변호사 및 기타 전문가 팀이 증거 수집을 시작하기 위해 우크라이나로 파견되었다.
우크라이나, 러시아 모두 ICC의 법적 근거인 로마 규정의 당사국이 아니다. 다만, 우크라이나가 2013년 11월 21일부터 자국에서 자행된 범죄에 대한 ICC 조사관할권에 동의하는 두 선언문에 서명했기에 ICC는 권한이 있다. 로마규정 28(a)조와 28(b)조는 관련된 군대 지휘 체계의 지휘 책임과 상위 책임 사이의 관계를 정의한다.

### 국제사법재판소
2월 27일 우크라이나는 러시아가 침략을 정당화하기 위해 근거 없는 집단 학살을 자행하여 집단 학살 협약을 위반했다며 국제사법재판소에 청원서를 제출했다.
3월 1일 ICJ는 러시아가 '잠정 조치'에 대한 결정이 효력을 발휘할 수 있도록 "이러한 방식으로 행동"할 것을 공식적으로 촉구했다. 이 사건의 초기 심리는 2022년 3월 7일 네덜란드 헤이그의 평화궁 (법원 소재지)에서 우크라이나의 임시 구제 자격을 결정하기 위해 열렸다. 러시아 대표단은 참석하지 않았지만 서면 진술서를 제출했다.
2022년 3월 16일 법원은 13-2로 러시아가 2022년 2월 24일 우크라이나에서 시작된 군사 작전을 "즉시 중단"해야 한다고 판결했다. 러시아 출신 부의장 키릴 게보르기안과 중국의 판사 쉬에한친은 반대했다. 법원은 또한 만장일치로 "[b]양 당사자가 법원에서 분쟁을 악화시키거나 확대하거나 해결을 더 어렵게 만들 수 있는 모든 조치를 삼가할 것을 요구했다.

### 우크라이나 연방검찰총장 수사
우크라이나 외무장관 드미트로 쿨레바는 2월 25일 러시아가 전쟁범죄를 자행하고 있으며, 우크라이나 검찰총장이 유치원과 고아원에 대한 공격 사건 등에 대한 증거를 수집하고 있다고 밝혔다. 3월 30일, 우크라이나 검찰총장은 러시아 침공에 대한 2,500건의 전쟁 범죄 사건을 정리하고 있다고 발표했다.

### 우크라이나 국제조사위원회
2022년 3월 4일, 유엔 인권이사회는 인권침해와 인2022년 러시아의 우크라이나 침공에 관한 국제인도법위반을 조사할 권한을 가진 3명의 인권 전문가로 구성된 독립적인 국제위원회인 우크라이나 국제조사위원회를 창설하기 위해 찬성 32, 반대 2, 부재 13을 가결했다.

### 우크라이나 유엔 인권감시단
2014년부터 우크라이나의 모든 당사자에 의한 인권 침해에 대한 감시를 시작한 유엔 우크라이나 인권감시단 (HRMMU)은 2022년 러시아 침공 기간 동안 우크라이나에 감시원 60명을 유지했다. 2022년 3월 30일, HRMMU는 러시아의 집속탄 사용에 대한 24건의 "신뢰할 수 있는 주장"과 침공 중 의료 시설에 대한 77건의 피해 사건을 기록했다. 미셸 바첼레는 “민간물품의 대규모 파괴와 많은 민간인 사상자는 구별, 비례, 예방이라는 기본 원칙이 충분히 지켜지지 않았음을 강력히 시사한다”고 말했다.

### EU 합동조사단
부차 학살 이후 유럽연합(EU)은 우크라이나와 합동조사단을 구성해 전쟁범죄와 반인도범죄를 조사했다. 합동조사팀의 틀 내에서 유로저스트 및 유로폴의 수사관과 법률 전문가 풀이 우크라이나 검찰청에 도움을 제공할 수 있다. 2022년 4월 6일, 미 법무장관 메릭 갈랜드는 미 법무부가 유로저스트와 유로폴 검찰 수사를 지원하고 있으며 법무부와 국무부도 우크라이나 검찰을 지원하기 위해 노력하고 있다고 발표했다.

### 유럽안보협력기구
2022년 4월 12일 OSCE 민주 제도 및 인권 사무국(ODIHR)에서 발표한 보고서에 따르면 "대부분의 국제인도법(IHL) 위반 주장과 특정 사건과 관련된 전쟁 범죄에 대한 자세한 평가는 불가능했다. 그럼에도 불구하고, 사절단은 적대 행위를 수행하는 러시아군의 명백한 국제인도법 위반 사항을 발견했다. 그들이 구별, 비례, 공격에 대한 예방책, 그리고 병원과 같은 특별 보호 대상에 관한 국제인도법의 의무 사항을 존중했다면 사망하거나 부상당한 민간인의 수는 훨씬 더 적었을 것이다. 마찬가지로, 상당히 적은 수의 주택, 병원, 문화재, 학교, 다층 주거용 건물, 급수소 및 전력 시스템이 손상되거나 파괴되었을 것이다. 게다가, 2022년 2월 24일 이전과 이후에 점령한 우크라이나 지역에서 나타난 러시아군의 행위 중 상당수는 대리인을 통해 자칭 "공화국"인 도네츠크와 루간스크를 포함하여 국제인도법의 군사적 점령을 위반한다." 이 보고서는 또한 "사절단은 현재의 갈등이 인권에 미치는 영향도 고려했다. 국제인권법(IHRL) 위반으로 보고된 모든 사건을 확인할 수는 없었지만, 그러한 침해가 가장 기본적인 인권(생명권, 고문 금지 및 기타 비인간적이고 굴욕적인 대우와 처벌)이 주로 러시아의 효과적인 통제 하에 있는 지역이나 러시아의 전반적인 통제 하에 있는 단체에서 자행되었다."

### 국제법무팀
2022년 3월 말, 무료 국제 변호사 그룹인 우크라이나에서 자행된 범죄의 책임에 관한 태스크 포스는 우크라이나 검사가 2022년 러시아의 우크라이나 침공과 관련된 전쟁 범죄 및 기타 범죄에 대한 법적 사건을 조정하는 데 도움을 주기 위해 만들어졌다.

### 보편적 조사관할권
에스토니아, 독일, 라트비아, 리투아니아, 노르웨이, 폴란드, 슬로바키아, 스페인, 스웨덴, 우크라이나 등 여러 국가는 2022년 3월과 4월 국제인도법의 보편적 관할 원칙 하에 2022년 러시아의 우크라이나 침공에 대한 전쟁 범죄 조사를 실시하겠다고 발표했다.

## 국제 반응
2022년 2월 24일 하원 토론에서 보리스 존슨 영국 총리는 "누구든지 러시아인을 전쟁터에 보내 무고한 우크라이나인을 죽이는 사람"은 푸틴 대통령을 슬로보다 밀로셰비치에 비유하면서 기소될 수 있다고 말했다. 존슨 총리는 또한 전쟁 중에 자행된 전쟁 범죄의 가해자를 재판하기 위한 국제 재판소의 구성에 대한 지지를 표명했다.
3월 16일 조 바이든 미국 대통령은 푸틴 대통령을 전범이라고 불렀다. 3월 23일 미 국무장관 앤터니 블링컨은 러시아군이 우크라이나에서 전쟁범죄를 저질렀음을 미국이 공식적으로 선언했다고 밝혔다. 일주일 후 미 국무부는 러시아가 전쟁 범죄를 저질렀다는 공식 성명을 발표했다. 2022년 4월 12일 바이든은 우크라이나에서 일어난 러시아의 전쟁 범죄가 집단 학살에 해당한다고 설명했다. 그는 푸틴이 "우크라이나인이 될 수 있다는 이상을 없애려 하고 있다"고 덧붙였다.
2022년 4월 3일 프랑스 외무장관 장이브 르드리앙은 우크라이나 마을, 특히 부차의 러시아군 행각을 전쟁 범죄라고 말했다. 4월 7일, 프랑스 대통령 에마뉘엘 마크롱은 우크라이나 부차에서 발생한 살인 혐의가 "전쟁 범죄일 가능성이 매우 높다"고 말했다.
유엔 총회는 2022년 4월 7일 러시아를 유엔 인권이사회에서 "중대하고 조직적인 인권 침해와 남용"에 대해 자격을 정지하기로 결정했다.

## 같이 보기
- 2022년 러시아의 우크라이나 침공의 합법성
- 러시아-우크라이나 전쟁의 사상자
- 러시아의 전쟁 범죄
- 돈바스의 전쟁 범죄

### 내용주
1. ↑  From occupied territories of Ukraine prior to the full-scale Russian invasion

### 참조주
1. 1 2 3 4  “Russian military commits indiscriminate attacks during the invasion of Ukraine”. 《Amnesty International》. 2022년 2월 25일. 2022년 2월 25일에 원본 문서에서 보존된 문서. 2022년 2월 25일에 확인함.
2. 1 2 3  “Ukraine: Deadly Attacks Kill, Injure Civilians, Destroy Homes”. 《Human Rights Watch》. 2022년 3월 18일. 2022년 3월 27일에 확인함.
3. 1 2 3 4 5 6 7 8 9 10  Bogner, Matilda (2022년 3월 25일). “Situation in Ukraine. Statement delivered by the Head of Human Rights Monitoring Mission in Ukraine on the situation in Ukraine”. Office of the High Commissioner for Human Rights.
4. ↑  “"У россиян наступила агония". Оккупанты сбросили фосфорную бомбу на Рубежное – глава ОГА”. 《LIGA》. 2022년 3월 24일.
5. 1 2  “United Nations Treaty Collection”. 2022년 4월 11일에 확인함.
6. 1 2  “Ukraine: Russian Cluster Munition Hits Hospital – 4 Civilians Killed, 10 Wounded”. 《Human Rights Watch》. 2022년 2월 25일. 2022년 2월 26일에 원본 문서에서 보존된 문서. 2022년 2월 26일에 확인함.
7. 1 2 3 4 5 6 7 8 9 10 11 12 13 14  HRMMU Update on the human rights situation in Ukraine, 24 February – 26 March 2022 (PDF) (보고서). UN Human Rights Monitoring Mission in Ukraine. 2022년 3월 28일.
8. 1 2  《Wired》. |제목=이(가) 없거나 비었음 (도움말)
9. 1 2  “Ukraine nuclear power plant attack: All you need to know”. Al Jazeera. 2022년 3월 4일. 2022년 4월 3일에 확인함.
10. 1 2 3  Reid, Anna (2022년 3월 15일). “Ukrainian heritage is under threat – and so is the truth about Soviet-era Russia”. 《The Guardian》. 2022년 4월 2일에 확인함.
11. ↑  “Ukraine: US condemns 'unconscionable' forced deportations of civilians from Mariupol”. 《The Guardian》. 2022년 3월 20일. 2022년 4월 2일에 확인함.
12. ↑  Engelbrecht, Cora (2022년 3월 29일). “Reports of sexual violence involving Russian soldiers are multiplying, Ukrainian officials say.”. 《The New York Times》. 2022년 3월 29일에 원본 문서에서 보존된 문서. 2022년 4월 1일에 확인함.
13. ↑  “War in Ukraine: Street in Bucha found strewn with dead bodies”. 《BBC News》. 2022년 4월 2일. 2022년 4월 3일에 확인함.
14. ↑  “In Bucha, the scope of Russian barbarity is coming into focus”. 《Washington Post》. 2022년 4월 7일. 2022년 4월 7일에 원본 문서에서 보존된 문서. 2022년 4월 18일에 확인함.
15. 1 2  Callaghan, Louise (2022년 4월 2일). “Bodies of mutilated children among horrors the Russians left behind”. 《The Times》. 2022년 4월 4일에 원본 문서에서 보존된 문서. 2022년 4월 5일에 확인함.
16. ↑  “Ukraine documents alleged atrocities by retreating Russians”. 《CBS News》. 2022년 4월 3일에 확인함.
17. 1 2  “ICC prosecutor: Team leaves to investigate war crimes in Ukraine”. 《Thomson Reuters》. 2022년 3월 3일. 2022년 3월 4일에 원본 문서에서 보존된 문서. 2022년 3월 4일에 확인함.
18. 1 2 3 4  “Statement of ICC Prosecutor, Karim A.A. Khan QC, on the Situation in Ukraine: Additional Referrals from Japan and North Macedonia; Contact portal launched for provision of information”. 《www.icc-cpi.int》. 2022년 3월 11일. 2022년 3월 23일에 확인함.
19. 1 2  “Statement of ICC Prosecutor, Karim A.A. Khan QC, on the Situation in Ukraine: "I have decided to proceed with opening an investigation."”. 《www.icc-cpi.int》. 2022년 2월 28일. 2022년 3월 23일에 확인함.
20. 1 2 3  Farmer, Ben; Kozyreva, Tanya; Townsley, Simon (2022년 3월 30일). “I'm building 2,500 war crimes cases against Vladimir Putin's invasion, says Ukraine's chief prosecutor”. 《The Daily Telegraph》. 2022년 3월 31일에 원본 문서에서 보존된 문서. 2022년 4월 2일에 확인함.
21. 1 2  Nichols, Michelle (2022년 4월 7일). “U.N. suspends Russia from human rights body, Moscow then quits”. 《Reuters》. 2022년 4월 7일에 확인함.
22. ↑  “Ukrainian prime minister accuses Russia of war crimes”. 《www.timesofisrael.com》 (The Times of Israel). 2022년 2월 26일에 원본 문서에서 보존된 문서. 2022년 2월 27일에 확인함.
23. 1 2 3  Gunter, Joel (2022년 3월 2일). “Ukrainian city of Mariupol 'near to humanitarian catastrophe' after bombardment”. bbc.com. 2022년 3월 2일에 원본 문서에서 보존된 문서. 2022년 3월 2일에 확인함.
24. ↑  “Hundreds feared dead from 15-hour Russian attack on Mariupol, Ukraine”. 《New York Post》. 2022년 3월 2일. 2022년 3월 2일에 원본 문서에서 보존된 문서. 2022년 3월 2일에 확인함.
25. ↑  “Ukraine: Civilian casualties as of 24:00 3 March 2022”. 《Office of the United Nations High Commissioner for Human Rights》. 2022년 3월 3일. 2022년 3월 5일에 원본 문서에서 보존된 문서. 2022년 3월 4일에 확인함.
26. ↑  “Ukraine health centres have been attacked, WHO chief says”. 《Reuters》. 2022년 3월 6일. 2022년 3월 8일에 원본 문서에서 보존된 문서. 2022년 3월 6일에 확인함.
27. ↑  “"Everything is on fire": One month since the Russian invasion of Ukraine”. 《Amnesty International》. 2022년 3월 24일. 2022년 3월 27일에 확인함.
28. ↑  [The Kremlin denied reports of the use of cluster bombs in Ukraine] |번역제목=은 |제목=을 필요로 함 (도움말). 《РИА Новости》 (러시아어). 2022년 3월 4일. 2022년 3월 1일에 원본 문서에서 보존된 문서. 2022년 3월 6일에 확인함.
29. 1 2  “Ukraine: Cluster munitions kill child and two other civilians taking shelter at a preschool”. 《Amnesty International》. 2022년 2월 27일. 2022년 2월 27일에 원본 문서에서 보존된 문서. 2022년 2월 27일에 확인함.
30. ↑  “Ukraine: Cluster Munitions Launched Into Kharkiv Neighborhoods”. 《Human Rights Watch》. 2022년 3월 4일. 2022년 3월 13일에 원본 문서에서 보존된 문서. 2022년 3월 4일에 확인함.
31. 1 2  “Ukraine: Cluster Munitions Repeatedly Used on Mykolaiv”. 《Human Rights Watch》. 2022년 3월 17일. 2022년 3월 28일에 확인함.
32. ↑  Matyas, David (2022년 3월 8일). “Humanitarian Corridors in Ukraine: Impasse, Ploy or Narrow Passage of Hope? Humanitarian Corridors in Ukraine: Impasse, Ploy or Narrow Passage of Hope?”. Just Security. 2022년 3월 29일에 확인함.
33. ↑  Gunter, Joel (2022년 3월 5일). “Siege of Mariupol: Fresh Russian attacks throw evacuation into chaos”. 《BBC News》. 2022년 3월 6일에 원본 문서에서 보존된 문서. 2022년 3월 5일에 확인함.
34. ↑  “Ukraine: Safe passage for civilians from Mariupol halted for a second day; ICRC calls on parties to agree to specific terms”. International Committee of the Red Cross. 2022년 3월 6일. 2022년 3월 29일에 확인함.
35. ↑  “Ukraine: Second attempt to evacuate civilians from Mariupol fails — live updates | DW | 6 March 2022”. 《Deutsche Welle》. 2022년 3월 6일. 2022년 3월 6일에 원본 문서에서 보존된 문서. 2022년 3월 6일에 확인함.
36. ↑  Rahman, Khaleda (2022년 3월 7일). “Evacuation Route Offered to Fleeing Ukrainians Was Mined—Red Cross”. 《Newsweek》. 2022년 3월 9일에 원본 문서에서 보존된 문서. 2022년 3월 7일에 확인함.
37. ↑  “Прямая трансляция пользователя Запорізька АЕС”. 《youtube》. Запорізька АЕС. 2022년 4월 3일에 확인함.
38. 1 2 3  “Video analysis reveals Russian attack on Ukrainian nuclear plant veered near disaster”. NPR. 2022년 3월 11일. 2022년 4월 1일에 확인함.
39. ↑  “Security Council debates Russian strike on Ukraine nuclear power plant”. 《UN News》. 2022년 3월 4일. 2022년 3월 6일에 확인함.
40. 1 2  “Update on the human rights situation in Ukraine (Reporting period: 24 February – 26 March)” (PDF). United Nations Human Rights Monitoring Mission in Ukraine.
41. ↑  “UN Security Council meets after Russia seizes second Ukrainian nuclear plant”. Australian Broadcasting Corporation. 2022년 3월 5일. 2022년 4월 1일에 확인함.
42. ↑  “Feds 'Assessing' Whether Russian Attack on Nuke Plant Was a War Crime”. 《Newsweek》. 2022년 3월 4일. 2022년 4월 1일에 확인함.
43. ↑  “US calls attack on Ukraine nuclear plant a possible 'war crime'”. France24. 2022년 3월 4일. 2022년 4월 1일에 확인함.
44. ↑  “Pentagon won't call attack at nuclear plant a war crime, yet”. News Nation. 2022년 3월 4일. 2022년 4월 1일에 확인함.[깨진 링크(과거 내용 찾기)]
45. ↑  “U.S. calls Russian attack on Ukraine nuclear power plant a "war crime"”. 《CBS News》. 2022년 3월 4일. 2022년 4월 3일에 확인함.
46. ↑  “Updated information about Zaporizhzhia NPP (15:00)”. 《State Nuclear Regulatory Inspectorate of Ukraine》. 2022년 11월 21일에 원본 문서에서 보존된 문서. 2022년 4월 3일에 확인함.
47. ↑  “Zelenskiy says 'Europe must wake up' after assault sparks nuclear plant fire”. 《The Guardian》. 2022년 3월 5일. 2022년 4월 3일에 확인함.
48. ↑  “Russia, Ukraine trade barbs at UN over nuclear plant attack”. Aljazeera. 2022년 3월 4일. 2022년 4월 1일에 확인함.
49. ↑  “Update 11 – IAEA Director General Statement on Situation in Ukraine”. International Atomic Energy Agency. 2022년 3월 4일. 2022년 4월 3일에 확인함.
50. ↑  “Treaties, States Parties and Commentaries”. 《International Committee of the Red Cross》. 2022년 4월 3일에 확인함.
51. 1 2  Moore, George (2022년 3월 6일). “How international law applies to attacks on nuclear and associated facilities in Ukraine”. Bulletin of Atomic Scientists. 2022년 4월 1일에 확인함.
52. 1 2 3  Dannenbaum, Tom (2022년 3월 13일). “The Attack at the Zaporizhzhia Nuclear Plant and Additional Protocol I”. 《Lieber Institute West Point》. 2022년 3월 13일에 원본 문서에서 보존된 문서. 2022년 3월 16일에 확인함.
53. ↑  Pevny, Olenka Z. (2022년 3월 9일). “Ukraine's cultural heritage faces destruction as Russian bombing continues”. 《The Conversation》. 2022년 4월 2일에 확인함.
54. ↑  “Vladimir Putin's war endangers Ukraine's cultural heritage”. 《The Economist》. 2022년 3월 19일. ISSN 0013-0613. 2022년 4월 2일에 확인함.
55. ↑  “Culture in the crossfire: Ukraine's key monuments and museums at risk of destruction in the war”. 《The Art Newspaper – International art news and events》. 2022년 3월 25일. 2022년 4월 2일에 확인함.
56. ↑  “Museum building heavily damaged in Ukraine's battle-ravaged city of Chernihiv”. 《The Art Newspaper – International art news and events》. 2022년 3월 15일. 2022년 4월 2일에 확인함.
57. ↑  “Babyn Yar: Anger as Kyiv's Holocaust memorial is damaged”. 《BBC News》. 2022년 3월 3일. 2022년 4월 2일에 확인함.
58. ↑  “Russian invaders destroy 19th-century wooden church in Zhytomyr Region”. 《www.ukrinform.net》. 2022년 4월 2일에 확인함.
59. ↑  “Ukraine museum reportedly burns down in Russian invasion, destroying 25 works by folk artist Maria Prymachenko”. 《The Art Newspaper – International art news and events》. 2022년 2월 28일. 2022년 4월 2일에 확인함.
60. ↑  “Over 50 landmark Ukraine sites damaged in Russian invasion: UN”. France 24. 2022년 4월 1일. 2022년 4월 3일에 확인함.
61. 1 2 3  Hausler, Kristin; Drazewska, Berenika. “How does international law protect Ukrainian cultural heritage in war? Is it protected differently than other civilian objects?” (PDF). British Institute of International and Comparative Law.
62. ↑  “Ukraine war: WHO says attacks on health facilities are rising daily”. 《BBC News》. 2022년 3월 26일. 2022년 4월 2일에 확인함.
63. ↑  “Ukraine war: Izyum hospital destroyed by shelling”. 《Sky News》. 2022년 4월 2일에 확인함.
64. ↑  “Ukraine says Russian forces hit psychiatric hospital but no one hurt”. 《Reuters》. 2022년 3월 11일. 2022년 4월 2일에 확인함.
65. ↑  “WHO: Attacks on health care are part of Russian strategy, with Ukrainian civilians used as "chess pieces"”. CNN. 2022년 3월 30일. 2022년 3월 31일에 확인함.
66. ↑  Sanders IV, Lewis; Felden, Esther; Theise, Eugen (2022년 4월 8일). “How Russia could get away with attacks on Ukraine hospitals”. 《Deutsche Welle》. 2022년 4월 11일에 확인함.
67. ↑  Vasovic, Aleksandar (2022년 2월 24일). “Port city of Mariupol comes under fire after Russia invades Ukraine”. 《Reuters》. 2022년 3월 24일에 확인함.
68. ↑  Bachega, Hugo (2022년 3월 16일). “Ukraine war: Russia attacks theatre sheltering civilians, Mariupol says”. 《BBC News》. 2022년 3월 16일에 원본 문서에서 보존된 문서. 2022년 3월 16일에 확인함.
69. 1 2 3 4  Hayes, Andy (2022년 3월 16일). “Ukraine war: People buried under rubble after Mariupol theatre sheltering hundreds is hit by Russian bomb, officials say”. 《Sky News》. 2022년 3월 16일에 원본 문서에서 보존된 문서. 2022년 3월 16일에 확인함.
70. 1 2 3  Lister, Tim (2022년 3월 16일). “Russia bombs theater where hundreds sought shelter and 'children' was written on grounds”. 《CNN》. 2022년 3월 16일에 원본 문서에서 보존된 문서. 2022년 3월 16일에 확인함.
71. ↑  “Ukraine war: Maternity hospital hit by Russian air strike”. 《BBC News》. 2022년 3월 9일. 2022년 3월 9일에 원본 문서에서 보존된 문서. 2022년 3월 9일에 확인함.
72. ↑  “Ukraine war: Aftermath of Mariupol hospital shelling”. 《Sky News》. 2022년 3월 10일에 원본 문서에서 보존된 문서. 2022년 3월 9일에 확인함.
73. ↑  “Russian bombing of maternity hospital 'genocide', says Zelenskiy”. 《The Guardian》. 2022년 3월 9일. 2022년 3월 24일에 확인함.
74. ↑  “Dmytro Kuleba twitter”. 《Twitter》. 2022년 3월 10일에 원본 문서에서 보존된 문서. 2022년 3월 10일에 확인함.
75. ↑  “UK's Johnson condemns reported Mariupol hospital attack”. 《euronews》. 2022년 3월 9일. 2022년 3월 10일에 원본 문서에서 보존된 문서. 2022년 3월 9일에 확인함.
76. ↑  “Pregnant woman, baby die after Russian bombing in Mariupol | AP News”. 《archive.ph》. 2022년 3월 15일. 2022년 3월 15일에 원본 문서에서 보존된 문서. 2022년 3월 24일에 확인함.
77. ↑  “Ukraine war: Pregnant woman and baby die after hospital shelled”. 《BBC News》. 2022년 3월 14일. 2022년 3월 16일에 확인함.
78. ↑  “Pregnant woman and her baby die after Mariupol hospital attack”. 《euronews》. 2022년 3월 14일. 2022년 3월 24일에 확인함.
79. ↑  “Ukraine war: Mariupol hospital attack: Pregnant woman hurt in bombing gives birth”. 《BBC News》. 2022년 3월 14일. 2022년 3월 16일에 확인함.
80. 1 2  Macaluso, Nora (2022년 3월 16일). “Social Media Posts Misrepresent Victims of Hospital Bombed in Mariupol”. 《FactCheck.org》. Annenberg Public Policy Center of the University of Pennsylvania. 2022년 3월 20일에 확인함.
81. ↑  “Mariupol hospital attack: Pregnant woman hurt in bombing gives birth”. 《BBC News》. 2022년 3월 11일. 2022년 3월 24일에 확인함.
82. ↑  “Twitter blocks Russian claims on hospital attack”. 《BBC News》. 2022년 3월 10일. 2022년 3월 24일에 확인함.
83. ↑  Wall, Mike (2022년 3월 9일). “Russia-Ukraine invasion updates / Satellite photos of Mariupol, Ukraine show damage from Russian attacks: Grocery stores, homes and shopping centers have gone up in smoke.”. 《space.com》. 2022년 3월 13일에 원본 문서에서 보존된 문서. 2022년 3월 15일에 확인함.
84. ↑  Aloisi, Silvia (2022년 3월 18일). “Shattered dreams”. 《Reuters》. Reuters. 2022년 3월 18일에 확인함.
85. ↑  Klimov, Pavel; Popeski, Ron (2022년 3월 18일). “Mariupol, on the front line of Ukraine's war”. 《Reuters.com》. Mariupol, Ukraine: Reuters. 2022년 3월 19일에 확인함.
86. 1 2 3  Bachega, Hugo; Popovych, Maksym (2022년 3월 16일). “Ukraine war: Infection and hunger as hundreds hide in Mariupol cellar”. 《BBÇ News》. 2022년 3월 19일에 확인함.
87. ↑  Mason, Clark; Barros, George; Stepanenko, Kateryna (2022년 3월 16일). “RUSSIAN OFFENSIVE CAMPAIGN ASSESSMENT, MARCH 16”. 《ISW – Institute for the Study of War》. ISW – Institute for the Study of War. 2022년 3월 19일에 확인함.
88. 1 2  Patel-Carstairs, Sunita (2022년 3월 18일). “Ukraine war: Videos show apocalyptic destruction in Mariupol as Russia says it is 'tightening its encirclement'”. 《Sky News》. Sky New. 2022년 3월 20일에 확인함.
89. ↑  “Russians push deeper into port city of Mariupol as locals plead for help: "Children, elderly people are dying"”. 《CBS News》. 2022년 3월 19일. 2022년 3월 19일에 확인함.
90. ↑  Anna, Cara (2022년 3월 20일). “Russia bombs Mariupol art school where 400 were sheltering, Ukraine officials say”. 《The Times of Israel》. 2022년 3월 21일에 확인함.
91. ↑  “Russian troops 'everywhere' in Mariupol as art school sheltering 400 is bombed”. 《The Washington Post》. ISSN 0190-8286. 2022년 3월 21일에 확인함.
92. ↑  “School where hundreds were believed to be sheltering is bombed in Mariupol as fighting rages for key port city”. 《CNN》. 2022년 3월 21일에 확인함.
93. ↑  Tondo, Lorenzo (2022년 3월 14일). “Russia accuses Kyiv of deadly missile attack on Donetsk”. 《The Guardian》. 2022년 3월 19일에 확인함.
94. ↑  “Russia accuses Ukraine of missile strike on Donetsk which Ukraine denies”. 《Reuters》. 2022년 3월 15일. 2022년 4월 2일에 확인함.
95. ↑  Voitovych, Olga; Hodge, Nathan. “Dozens killed in train station missile strike in eastern Ukraine as civilians try to flee Russian onslaught”. 《CNN》.
96. ↑  “Kramatorsk station attack: What we know so far”. 《BBC News》. 2022년 4월 8일.
97. ↑  “Death toll from Russian air strikes on Chernihiv city rises to 47, local authorities say”. 《Reuters》. 2022년 3월 4일. 2022년 3월 6일에 원본 문서에서 보존된 문서. 2022년 3월 9일에 확인함.
98. ↑  “Ukraine: Russian 'dumb bomb' air strike killed civilians in Chernihiv – new investigation and testimony”. 《Amnesty International》. 2022년 3월 3일. 2022년 3월 9일에 원본 문서에서 보존된 문서. 2022년 3월 9일에 확인함.
99. ↑  《Amnesty International Ukraine》 (우크라이나어). 2022년 3월 9일 https://web.archive.org/web/20220310013823/https://www.amnesty.org.ua/u-rezultati-aviaudaru-rosijskoyu-nekerovanoyu-bomboyu-v-chernigovi-zagynuly-czyvilni/. 2022년 3월 10일에 원본 문서에서 보존된 문서. 2022년 3월 10일에 확인함. |제목=이(가) 없거나 비었음 (도움말)
100. ↑  Addario, Lynsey (2022년 3월 6일). “Russian forces fire on evacuees, leaving 4 people dead outside Kyiv.”. 《The New York Times》. 2022년 3월 13일에 원본 문서에서 보존된 문서. 2022년 3월 14일에 확인함.
101. 1 2 3  “Ukraine: Russian Assault Kills Fleeing Civilians”. 《Human Rights Watch》. 2022년 3월 8일. 2022년 3월 9일에 원본 문서에서 보존된 문서. 2022년 3월 9일에 확인함.
102. ↑  Lynsey Addario, Andrew E. Kramer (2022년 3월 6일). “Ukrainian Family's Dash for Safety Ends in Death”. 《The New York Times》. 2022년 3월 9일에 원본 문서에서 보존된 문서. 2022년 3월 9일에 확인함.
103. ↑  Villegas, Paulina; Stern, David L.; Cahlan, Sarah (2022년 3월 6일). “Two Ukrainian children killed 'in front of my own eyes' while trying to evacuate, official says”. 《The Washington Post》. 2022년 3월 9일에 원본 문서에서 보존된 문서. 2022년 3월 13일에 확인함.
104. ↑  Lynsey Addario, Andrew E. Kramer (2022년 3월 6일). “Ukrainian Family's Dash for Safety Ends in Death”. 《The New York Times》. 2022년 3월 9일에 확인함.
105. ↑  “Ukraine: Russian Assault Kills Fleeing Civilians”. 《Human Rights Watch》. 2022년 3월 8일. 2022년 3월 9일에 확인함.
106. ↑   https://www.businessinsider.com/russia-invades-ukraine-eyewitnesses-to-bombing-of-kyiv-odessa-kharkiv-2022-2 |제목=이(가) 없거나 비었음 (도움말)
107. ↑   https://inews.co.uk/news/world/russia-war-crimes-ukraine-invasion-kindergarten-orphange-shelled-1484074 |제목=이(가) 없거나 비었음 (도움말)
108. ↑  “Sumy airstrikes: 22 killed, another child retrieved from rubble dead”. 《Ukrayinska Pravda》. 2022년 3월 9일에 원본 문서에서 보존된 문서. 2022년 3월 9일에 확인함.
109. ↑  “14-й день війни: Військові злочини ворога в Сумах та Чернігові”. 《ФОКУС》 (우크라이나어). 2022년 3월 9일. 2022년 3월 9일에 원본 문서에서 보존된 문서. 2022년 3월 10일에 확인함.
110. ↑  “War crimes of the Russian Federation: as a result of an air strike on the residential sector killed 21 civilians, including 2 children”. 《Uacrisis.org》. 2022년 3월 8일. 2022년 3월 8일에 원본 문서에서 보존된 문서. 2022년 3월 11일에 확인함.
111. ↑  “Live updates: Ammonia leak contaminates area in east Ukraine”. 《The Washington Post》. 2022년 3월 21일에 원본 문서에서 보존된 문서. 2022년 3월 21일에 확인함.
112. ↑  Nava, Victor I. (2022년 3월 21일). “Ammonia leak reported at Ukraine chemical plant after Russian airstrike”. 《Colorado Springs Gazette》. 2022년 3월 21일에 원본 문서에서 보존된 문서. 2022년 3월 21일에 확인함.
113. ↑  and AFP (2022년 3월 21일). “Ukrainian town told to shelter after shelling causes ammonia leak at chemical factory”. 《The Guardian》. 2022년 3월 21일에 확인함.
114. ↑  Gorbunova, Yulia (2022년 3월 7일). “Under Shelling in Kharkiv: People with Disabilities Need to Evacuate Safely”. 《Human Rights Watch》. 2022년 3월 9일에 확인함.
115. ↑  “188 people killed in Kharkiv region during war with Russia”. 《www.ukrinform.net》. 2022년 3월 5일에 원본 문서에서 보존된 문서. 2022년 3월 9일에 확인함.
116. ↑  “Ukraine war: Izyum hospital destroyed by shelling”. 《Sky News》. 2022년 3월 8일에 원본 문서에서 보존된 문서. 2022년 3월 9일에 확인함.
117. ↑  Gazeta.ua (2022년 3월 3일). 《Gazeta.ua》 (우크라이나어) https://web.archive.org/web/20220310154955/https://gazeta.ua/articles/np/_rosijskij-vorog-bombarduye-izyum-e-zhertvi/1073611. 2022년 3월 10일에 원본 문서에서 보존된 문서. 2022년 3월 10일에 확인함. |제목=이(가) 없거나 비었음 (도움말)
118. ↑  “Nine Killed by Bombing in Southern City of Mykolaiv: Regional Governor”. 《The Moscow Times》. AFP. 2022년 3월 13일. 2022년 3월 18일에 확인함.
119. ↑  《РБК-Украина》 (러시아어) https://web.archive.org/web/20220310133924/https://www.rbc.ua/ukr/news/rossiyskie-okkupanty-udarili-raketoy-zhitomiru-1646171763.html. 2022년 3월 10일에 원본 문서에서 보존된 문서. 2022년 3월 10일에 확인함. |제목=이(가) 없거나 비었음 (도움말)
120. ↑  《РБК-Украина》 (러시아어) https://web.archive.org/web/20220308104429/https://www.rbc.ua/ukr/news/okkupanty-obstrelyali-oblastnoy-perinatalnyy-1646210189.html. 2022년 3월 8일에 원본 문서에서 보존된 문서. 2022년 3월 10일에 확인함. |제목=이(가) 없거나 비었음 (도움말)
121. ↑  “РОСІЙСЬКІ ОРКИ ЗАВДАЛИ ПОТУЖНОГО УДАРУ ПО ШКОЛІ ЖИТОМИРА”. 2022년 3월 6일에 원본 문서에서 보존된 문서. 2022년 3월 10일에 확인함.
122. ↑  Цензор.НЕТ. 《Цензор.НЕТ》 (우크라이나어) https://web.archive.org/web/20220305123636/https://censor.net/ua/video_news/3321765/jytomyrskyyi_bronetankovyyi_zavod_potrapyv_pid_rosiyiskyyi_aviaudar_dvoye_poranenyh_golova_ova_bunechko. 2022년 3월 5일에 원본 문서에서 보존된 문서. 2022년 3월 10일에 확인함. |제목=이(가) 없거나 비었음 (도움말)
123. ↑  《РБК-Украина》 (러시아어) https://web.archive.org/web/20220309004744/https://www.rbc.ua/ukr/news/vrag-nanes-avuadar-zhitomiru-kievskoy-oblasti-1646768529.html. 2022년 3월 9일에 원본 문서에서 보존된 문서. 2022년 3월 10일에 확인함. |제목=이(가) 없거나 비었음 (도움말)
124. ↑  Цензор.НЕТ. 《Цензор.НЕТ》 (우크라이나어) https://web.archive.org/web/20220310070216/https://censor.net/ua/news/3323352/viyiska_rf_skydayut_aviabomby_na_jytomyr_video. 2022년 3월 10일에 원본 문서에서 보존된 문서. 2022년 3월 10일에 확인함. |제목=이(가) 없거나 비었음 (도움말)
125. 1 2  Ball, Tom (2022년 3월 20일). “Ukraine accuses Russia of killing 56 care home residents in Luhansk”. 《The Times》.
126. ↑   https://www.cnn.com/videos/world/2022/04/08/audio-intercepts-russian-soldiers-chance-vpx.cnn |제목=이(가) 없거나 비었음 (도움말)
127. ↑  “Russian state news demands 'liquidation' of Ukrainians as evidence of war crimes mounts”. 《inews.co.uk》. 2022년 4월 5일. 2022년 4월 9일에 확인함.
128. 1 2  Stern, David L.; Kelly, Meg; Parker, Claire (2022년 4월 2일). “Bodies, rubble line the streets of Bucha following Russian retreat”. 《Washington Post》. 2022년 4월 2일에 확인함.
129. ↑  “War in Ukraine: Street in Bucha found strewn with dead bodies”. 《BBC News》. 2022년 4월 2일. 2022년 4월 2일에 확인함.
130. 1 2  “Police: More than 900 civilian bodies found in Kyiv region”. AP News. 2022년 4월 16일. 2022년 4월 16일에 확인함.
131. ↑  Rudenko, Olga (2022년 4월 2일). “Hundreds of murdered civilians discovered as Russians withdraw from towns near Kyiv (GRAPHIC IMAGES)”.
132. ↑  “Ukraine: Apparent War Crimes in Russia-Controlled Areas”. 《Human Rights Watch》. 2022년 4월 3일.
133. ↑  Berehulak, Daniel; Gall, Carlotta (2022년 4월 11일). “Bucha's Month of Terror”. 《The New York Times》. 2022년 4월 11일에 원본 문서에서 보존된 문서. 2022년 4월 18일에 확인함.
134. ↑  “Ukrainian authorities discovered a 'torture chamber' in Bucha where Russian soldiers killed civilians”. 《news.yahoo.com》.
135. ↑  Singh, Samantha Lock (now); Maanvi; Oladipo, Gloria; Chao-Fong, Léonie; Belam (earlier), Martin (2022년 4월 6일). “Zelenskiy says now is the 'crucial moment' for western leaders to impose further sanctions – as it happened”. 《The Guardian》.
136. ↑  “Associated Press journalists witness more evidence of civilian killings, torture in Bucha”. 《CBC》. 2022년 4월 5일.
137. ↑  “In Bucha, the scope of Russian barbarity is coming into focus”. 《Washington Post》. 2022년 4월 7일.
138. ↑  Myroniuk, Anna (2022년 3월 8일). “Russian soldiers murder volunteers helping starving animals near Kyiv”. 《The Kyiv Independent》. 2022년 3월 9일에 원본 문서에서 보존된 문서. 2022년 3월 8일에 확인함.
139. ↑  “'It is a war crime': two young boys among neighbours shot dead during attempted evacuation”. 《The Guardian》. 2022년 4월 2일.
140. ↑  “Devastation and Loss in Bucha, Ukraine: Life for Civilians in a Town Encircled by Russian Forces”. 2022년 3월 30일.
141. ↑  Timsit, Annabelle; Hassan, Jennifer (2022년 4월 3일). “Signs of massacre in Bucha spark calls for war-crime probes”. 《Washington Post》. 2022년 4월 4일에 확인함.
142. ↑  McDonnell, Patrick J.; Kaleem, Jaweed (2022년 4월 4일). “Calls grow for more sanctions on Russia after mass graves found around Kyiv”. 《LA Times》.
143. ↑  Samantha Lock, Abené Clayton, Gloria Oladipo, Léonie Chao-Fong and Martin Belam. 4 Apr 2022.
144. ↑  “Ukraine: Russian forces extrajudicially executing civilians in apparent war crimes – new testimony”. 《Amnesty International》. 2022년 4월 7일. 2022년 4월 8일에 확인함.
145. ↑  “Ukraine: Apparent War Crimes in Russia-Controlled Areas”. 《Human Rights Watch》. 2022년 4월 3일. 2022년 4월 4일에 확인함.
146. ↑  Gibbons-Neff, Thomas; Yermak, Natalia; Hicks, Tyler (2022년 4월 3일). “'This Is True Barbarity': Life and Death Under Russian Occupation”. 《The New York Times》.
147. ↑  “'Barbarians': Russian troops leave grisly mark on town of Trostianets”. 《The Guardian》. 2022년 4월 5일.
148. 1 2  “Ukraine war: Gruesome evidence points to war crimes on road outside Kyiv”. 《BBC News》. 2022년 4월 1일. 2022년 4월 2일에 확인함.
149. ↑  “Ukrainian children used as 'human shields' near Kyiv, say witness reports”. 《The Guardian》. 2022년 4월 2일.
150. ↑  “Russian military abducts, tortures people in Kherson region”. 《www.ukrinform.net》. 2022년 4월 5일에 확인함.
151. ↑  “In A Ukrainian Region Occupied By Russian Forces, People Are Disappearing. Locals Fear It's About To Get Worse.”. 《RadioFreeEurope/RadioLiberty》. 2022년 4월 5일에 확인함.
152. ↑  Tucker, Tom Ball, Maxim. “Russia plans kidnapping and violence in 'great terror' to end Kherson protests”. 《The Times》. ISSN 0140-0460. 2022년 4월 5일에 확인함.
153. ↑  “Russia-Ukraine live updates: Russia threatens to strike 'decision-making centers'”. 《ABC News》.
154. ↑  Walters, Samantha Lock; Selby, Jenn; Chao-Fong, Léonie; Skopeliti, Clea; Ratcliffe, Rebecca; Walker, Shaun (2022년 4월 10일). “European Commission pledges €1bn to support Ukraine – as it happened”. 《The Guardian》.
155. ↑  “Live: Ukrainian forces claim to retake ground in Kyiv suburb, Ukraine telecoms provider knocked offline”. 《Stuff》. 2022년 3월 28일. 2022년 4월 4일에 확인함. Bogner also said beatings of people believed to be so-called marauders, bootleggers, pro-Russian supporters, and curfew violators appear to be widespread in territory controlled by the government of Ukraine since the beginning of the armed attack of the Russian Federation.
156. ↑  Bogner, Matilda (2022년 3월 25일). “Situation in Ukraine”. 《OHCHR》. 2022년 4월 4일에 확인함.
157. ↑  “Donestk official: Russia using mobile crematoriums to dispose of bodies”. 《The Hill》. 2022년 4월 11일. 2022년 4월 12일에 확인함.
158. ↑  “Thousands dead in Mariupol as Ukraine's east braces for attack”. 《Australian Financial Review》. 2022년 4월 12일. 2022년 4월 13일에 확인함.
159. ↑  McKernan, Bethan (2022년 4월 4일). “Rape as a weapon: huge scale of sexual violence inflicted in Ukraine emerges”. 2022년 4월 4일에 확인함.
160. ↑  Rai, Sarakshi (2022년 3월 29일). “Ukraine opens first investigation into claims of rape against Russian soldiers”. 《The Hill》.
161. ↑  Philp, Catherine (2022년 3월 28일). “'Russian soldiers raped me as my terrified son cried'”. 《The Times》. ISSN 0140-0460. 2022년 3월 31일에 원본 문서에서 보존된 문서. 2022년 4월 1일에 확인함.
162. 1 2  Engelbrecht, Cora (2022년 3월 29일). “Reports of sexual violence involving Russian soldiers are multiplying, Ukrainian officials say.”. 《The New York Times》. 2022년 3월 29일에 원본 문서에서 보존된 문서. 2022년 4월 1일에 확인함.
163. ↑  Taylor, Harry (2022년 3월 27일). “Russian soldiers raping and sexually assaulting women, says Ukraine MP”.
164. 1 2  “Ukraine: Apparent War Crimes in Russia-Controlled Areas”. Human Rights Watch. 2022년 4월 4일. 2022년 4월 4일에 확인함.
165. ↑  Sengupta, Kim (2022년 3월 31일). “Ukrainian mother 'raped by teenage Russian soldier' as she sheltered in school”. 《The Independent》. 2022년 3월 31일에 원본 문서에서 보존된 문서. 2022년 4월 1일에 확인함.
166. ↑  Hallsdóttir, Esther (2022년 3월 31일). “Are Russian troops using sexual violence as a weapon? Here's what we know.”. 《Washington Post》. ISSN 0190-8286. 2022년 3월 24일에 원본 문서에서 보존된 문서. 2022년 4월 1일에 확인함.
167. 1 2  Rubinsztein-Dunlop, Sean; Hemingway, Phil (2022년 4월 7일). “Ukraine thought Bucha would represent the worst of Russian atrocities. New horrors awaited them in Berestyanka”. 《ABC News》. 2022년 4월 7일에 원본 문서에서 보존된 문서. 2022년 4월 7일에 확인함.
168. ↑  Sukhov, Oleg (2022년 4월 11일). “Azov says Russia used chemical weapons in besieged Mariupol”. 《Kyiv Independent》. 2022년 4월 11일에 원본 문서에서 보존된 문서. 2022년 4월 12일에 확인함.
169. ↑  “Ukraine War: Report of Mariupol chemical attack sparks US, UK concern”. 《BBC》. 2022년 4월 12일. 2022년 4월 12일에 확인함.
170. ↑  “Hundreds of Ukrainians forcibly deported to Russia, say Mariupol women”. 《The Guardian》. 2022년 4월 4일.
171. ↑  “US decries 'disturbing' accounts of Ukrainians deported to Russia”. 《www.aljazeera.com》. 2022년 3월 20일. 2022년 3월 22일에 확인함.
172. ↑  “Ukraine: US condemns 'unconscionable' forced deportations of civilians from Mariupol”. 《The Guardian》. 2022년 3월 20일. 2022년 4월 2일에 확인함.
173. ↑  “Statement by the Ministry of Foreign Affairs of Ukraine on the forced deportation of residents of Mariupol by Russia”. 《www.kmu.gov.ua》. Ukrainian Government. 2022년 3월 24일. 2022년 3월 29일에 확인함.
174. ↑  Vinograd, Cassandra (2022년 3월 25일). “Rumors of 'filtration camps' and mass deportation in Ukraine raise old USSR fears”. 《NBC News》. 2022년 3월 29일에 확인함.
175. ↑  “Ukraine war: Kyiv claims Moscow forcefully deporting thousands of Ukrainian children to Russia”. 《Sky News》. 2022년 3월 22일. 2022년 3월 22일에 확인함.
176. ↑  “Russia is kidnapping children in Ukraine, says US embassy”. 《South China Morning Post》. 2022년 3월 23일. 2022년 3월 22일에 확인함.
177. ↑  Folmar, Chloe (2022년 3월 24일). “More than 400,000 Ukrainians taken to Russia against their will, official says”. 《The Hill》. 2022년 3월 25일에 확인함.
178. ↑  《Time》. |제목=이(가) 없거나 비었음 (도움말)
179. ↑  “Over 384,000 people evacuated to Russia from Ukraine, LPR, DPR – Russian Defense Ministry”. Interfax. 2022년 3월 23일. 2022년 3월 29일에 확인함.
180. ↑  Schmitt, Michael N. (2022년 3월 24일). “Deportation of Ukrainian Civilians to Russia: The Legal Framework”. 《Lieber Institute West Point》. 2022년 3월 28일에 확인함.
181. 1 2  “Россия создала фильтрационные лагеря для украинцев еще до начала войны — омбудсмен Украины Людмила Денисова”. 《The Insider》.
182. ↑  “Over 384,000 people evacuated to Russia from Ukraine, LPR, DPR - Russian Defense Ministry”. 《interfax.com》.
183. ↑  “Оккупанты принудительно вывезли в РФ 402 тыс. украинцев, из которых 84 тыс. – дети, подчеркивает Денисова”. 《Интерфакс-Украина》.
184. ↑  “Chilling account of Radio France fixer who was kidnapped and tortured by Russian soldiers in Ukraine | Reporters without borders”. 《RSF》. 2022년 3월 21일. 2022년 3월 31일에 확인함.
185. ↑  Ott, Haley (2022년 3월 22일). “Journalist reportedly kidnapped and tortured by Russian soldiers in Ukraine”. 《CBS News》. 2022년 3월 23일에 확인함.
186. ↑  “Le récit glaçant de ce fixeur ukrainien de Radio France arrêté par les Russes”. 《Le HuffPost》 (프랑스어). 2022년 3월 21일. 2022년 3월 31일에 확인함.
187. ↑  “Russians use abduction, hostage-taking to threaten Ukrainian journalists in occupied zones”. 《Reporters without borders》. 2022년 3월 25일. 2022년 3월 27일에 확인함.
188. ↑  Treisman, Rachel (2022년 3월 25일). “Russian forces are reportedly holding Ukrainian journalists hostage”. 《NPR》. 2022년 3월 27일에 확인함.
189. ↑  “p.221 ARTICLE 32 | PROHIBITION OF CORPORAL PUNISHMENT, TORTURE, ETC.”. International Committee of the Red Cross. 1958.
190. ↑  “Convention against Torture and Other Cruel, Inhuman or Degrading Treatment or Punishment”. United Nations. 1984.
191. 1 2  “Ukraine War: Civilians abducted as Russia tries to assert control”. 《BBC News》. 2022년 3월 25일. 2022년 3월 27일에 확인함.
192. ↑  Goodman, Ryan (2009). “The Detention of Civilians in Armed Conflict”. 《The American Journal of International Law》 103 (1): 53. doi:10.2307/20456721. ISSN 0002-9300. JSTOR 20456721.
193. ↑  Sassòli, Marco. “Internment”. 《Oxford Public International Law》. 2022년 3월 27일에 확인함.
194. ↑  Dörr, Oliver. “Detention, Arbitrary”. 《Oxford Public International Law》. 2022년 3월 27일에 확인함.
195. ↑  “The gory online campaign Ukraine hopes will sow anti-Putin dissent probably violates the Geneva Conventions”. 《The Washington Post》. 2022년 3월 3일. ISSN 0190-8286. 2022년 3월 22일에 확인함.
196. 1 2  “Ukraine: Respect the Rights of Prisoners of War”. 《Human Rights Watch》. 2022년 3월 16일. 2022년 3월 19일에 확인함.
197. ↑  Harding, Luke (2022년 3월 4일). “Demoralised Russian soldiers tell of anger at being 'duped' into war”. 《The Guardian》. 2022년 3월 9일에 원본 문서에서 보존된 문서. 2022년 3월 7일에 확인함.
198. ↑  Rousseau, Daphne (2022년 3월 7일). “Ukraine parades Russian troops captured during invasion before cameras”. The Times of Israel. 2022년 3월 9일에 원본 문서에서 보존된 문서. 2022년 3월 8일에 확인함.
199. ↑  Kramer, Andrew E. (2022년 3월 5일). “Russian Prisoners and Ukrainian Soldiers Describe Two Sides of the Conflict”. 《The New York Times》. 2022년 3월 9일에 원본 문서에서 보존된 문서. 2022년 3월 7일에 확인함.
200. ↑  Blackburn, Tom (2022년 3월 3일). “Prisoners of war: What the Geneva convention rules are on how they should be treated and their rights”. Wales Online. 2022년 3월 8일에 원본 문서에서 보존된 문서. 2022년 3월 7일에 확인함.
201. ↑  “Russia/Ukraine: Prisoners of war must be protected from public curiosity under Geneva Convention”. Amnesty International. 2022년 3월 7일. 2022년 3월 8일에 원본 문서에서 보존된 문서. 2022년 3월 7일에 확인함.
202. ↑  Khurshudyan, Isabelle; Westfall, Sammy (2022년 3월 9일). “Ukraine puts captured Russians on stage. It's a powerful propaganda tool, but is it a violation of POW rights?”. 《The Washington Post》.
203. ↑  “Guerre en Ukraine : a-t-on le droit de diffuser des images de prisonniers russes ?”. 《La Croix》 (프랑스어). 2022년 3월 8일. ISSN 0242-6056. 2022년 3월 26일에 확인함.
204. ↑  “Ukraine : le témoignage de prisonniers russes est-il contraire au droit de la guerre ?”. 《LEFIGARO》 (프랑스어). 2022년 3월 15일. 2022년 3월 26일에 확인함.
205. ↑  tagesschau.de. “Ukraine zeigt Gefangene: Verstoß gegen Genfer Abkommen?”. 《tagesschau.de》 (독일어). 2022년 3월 26일에 확인함.
206. ↑  “Pourquoi les images de prisonniers de guerre russes peuvent constituer une violation du droit international”. 《L'Obs》 (프랑스어). 2022년 3월 8일. 2022년 3월 26일에 확인함.
207. ↑  Hipp, Dietmar (2022년 3월 16일). “(S+) Ukraine-Krieg: Völkerrechtler Daniel-Erasmus Kahn über das Leid der Zivilisten”. 《Der Spiegel》 (독일어). ISSN 2195-1349. 2022년 3월 26일에 확인함.
208. 1 2  “Ukraine promises "immediate investigation" after video surfaces of soldiers shooting Russian prisoners”. 《CNN》. 2022년 3월 27일. 2022년 3월 28일에 원본 문서에서 보존된 문서. 2022년 3월 28일에 확인함.
209. 1 2 3 4  “Does video show Russian prisoners being shot?”. 《BBC News》. 2022년 3월 30일. 2022년 3월 31일에 원본 문서에서 보존된 문서. 2022년 3월 31일에 확인함.
210. 1 2  “Ukraine: Apparent POW Abuse Would Be War Crime”. Human Rights Watch. 2022년 3월 31일. 2022년 4월 1일에 확인함.
211. ↑  “Video has emerged of Ukrainian soldiers shooting Russian prisoners of war in the knees. Ukrainian officials say they're investigating. Head of UN Human Rights Monitoring Mission in Ukraine Matilda Bogner tells me she's "very concerned... That's not the only video… on both sides."” (트윗). 2022년 3월 31일에 확인함. |사용자=가 없거나 비었음 (도움말); |번호=가 없거나 비었음 (도움말); |날짜=가 없거나 비었음 (도움말)
212. ↑  Kennedy, Niamh (2022년 3월 28일). “UN calls on Russia and Ukraine to investigate videos of mistreated POWs”. 《CNN》. 2022년 3월 28일에 확인함.
213. 1 2  “Ukraine To Investigate Reports Of War Crimes Against Russian Troops”. 《RadioFreeEurope/RadioLiberty》. 2022년 3월 28일에 확인함.
214. ↑  Shull, Abbie. “Video appears to show Ukrainian soldiers executing Russian soldier captured in an ambush outside Kyiv, New York Times reports”. 《Business Insider》. 2022년 4월 7일에 확인함.
215. ↑  Hill, Evan (2022년 4월 6일). “Video appears to show Ukrainian troops killing captured Russian soldiers.”. 《The New York Times》. ISSN 0362-4331. 2022년 4월 7일에 확인함.
216. ↑  “Video appears to show Ukrainian forces killing Russian captive”. 《Reuters》. Reuters. 2022년 4월 7일. 2022년 4월 15일에 확인함.
217. ↑  Times, The Moscow (2022년 4월 7일). “Graphic Video Appears to Show Ukrainian Troops Killing Russian Soldiers Outside Kyiv – NYT”. 《The Moscow Times》. 2022년 4월 7일에 확인함.
218. ↑  “Video appears to show execution of Russian prisoner by Ukrainian forces”. 《CNN》. 2022년 4월 7일에 확인함.
219. ↑  “Ukrainian POWs complain of mistreatment by Russia”. 《Reuters》. 2022년 4월 4일. 2022년 4월 4일에 확인함.
220. ↑  “Highlights: 410 civilian bodies recovered from Kyiv region, says Ukrainian official”. 《Hindustan Times》. 2022년 4월 3일. 2022년 4월 9일에 확인함.
221. ↑  “Pillage is prohibited”. 《Customary IHL Database》. (ICRC)/Cambridge University Press.
222. ↑  Katz, Sam (2022년 4월 7일). “War in Ukraine: Russia leaves behind massacres in liberated towns”. 《The Daily Campus》. 2022년 4월 7일에 확인함.
223. ↑  “'WSJ' reporter describes the looting and killing of civilians in southern Ukraine”. 《NPR》. 2022년 3월 16일. 2022년 4월 6일에 확인함.
224. ↑  Walker, Shaun (2022년 4월 5일). “'Barbarians': Russian troops leave grisly mark on town of Trostianets”. 《The Guardian》. 2022년 4월 6일에 확인함.
225. ↑  “New footage shows Russian troops sending stolen Ukrainian items home through Belarus”. 《Meduza》. 2022년 4월 6일. 2022년 4월 6일에 확인함.
226. ↑  Wasiura, Michael (2022년 4월 5일). “From clothes to children's toys to washing machines: Ukraine accuses Russian soldiers of looting”. 《Newsweek》. 2022년 4월 7일에 확인함.
227. ↑  “Photos Indicate Russian Looting of Radioactive Materials from Ukraine's Chernobyl s”. 《Voice of America》. 2022년 4월 12일. 2022년 4월 13일에 확인함.
228. ↑  “'Bazaar' for looted Ukrainian property allegedly opened in Belarus”. 《JPost》. 2022년 4월 4일. 2022년 4월 13일에 확인함.
229. ↑  Sergeytsev, Timofey (2022년 4월 3일). Что Россия должна сделать с Украиной [What should Russia do with Ukraine?]. 《RIA Novosti》 (러시아어). 2022년 4월 8일에 원본 문서에서 보존된 문서. 2022년 4월 9일에 확인함.
230. ↑  Buncombe, Andrew (2022년 4월 5일). “Killings in Ukraine amount to genocide, Holocaust expert says”. 《The Independent》. 2022년 4월 9일에 원본 문서에서 보존된 문서. 2022년 4월 12일에 확인함.
231. ↑  Finkel, Eugene (2022년 4월 5일). “Opinion: What's happening in Ukraine is genocide. Period.”. 《The Washington Post》. 2022년 4월 12일에 원본 문서에서 보존된 문서. 2022년 4월 12일에 확인함.
232. 1 2  Snyder, Timothy D. (2022년 4월 8일). “Russia's genocide handbook”. 《Substack》. 2022년 4월 8일에 원본 문서에서 보존된 문서. 2022년 4월 9일에 확인함.
233. ↑  “Fears genocidal language in Russian media may prompt more war crimes”. 《The Guardian》. 2022년 4월 7일.
234. ↑  “Rada recognizes Russian army's actions in Ukraine as genocide of Ukrainian people”. 《Interfax-Ukraine》. 2022년 4월 14일에 확인함.
235. ↑  “ICC says may investigate possible war crimes after Russian invasion of Ukraine”. 《Thomson Reuters》. 2022년 2월 25일. 2022년 2월 25일에 원본 문서에서 보존된 문서. 2022년 2월 25일에 확인함.
236. ↑  Borger, Julian (2022년 2월 28일). “ICC prosecutor to investigate possible war crimes in Ukraine”. 《The Guardian》. 2022년 2월 28일에 원본 문서에서 보존된 문서. 2022년 3월 1일에 확인함.
237. ↑  Khan, Karim Ahmad (2022년 3월 2일). “Statement of ICC Prosecutor, Karim A.A. Khan QC, on the Situation in Ukraine: Receipt of Referrals from 39 States Parties and the Opening of an Investigation”. 《ICC》. 2022년 3월 4일에 원본 문서에서 보존된 문서. 2022년 3월 4일에 확인함.
238. ↑  “Ukraine: Russia faces war crimes investigation”. 《BBC News》. 2022년 3월 3일. 2022년 3월 3일에 원본 문서에서 보존된 문서. 2022년 3월 3일에 확인함.
239. ↑  Sullivan, Becky (2022년 2월 28일). “The ICC says it will open an investigation into alleged war crimes in Ukraine”. 《NPR》. 2022년 3월 23일에 확인함.
240. ↑  “ICC prosecutor: Team leaves to investigate war crimes in Ukraine”. 《Reuters》. 2022년 3월 4일. 2022년 3월 23일에 확인함.
241. ↑  “International Criminal Law Guidelines: Command Responsibility”. 《Case Matrix Network, Centre for International Law Research and Policy》. 2016. 2022년 3월 8일에 원본 문서에서 보존된 문서. 2022년 3월 20일에 확인함.
242. ↑  Deutsch, Anthony; Sterling, Toby (2022년 2월 27일). “Ukraine rejects Russia's genocide claim, asks U.N. court to halt invasion”. 《Reuters》. 2022년 2월 27일에 원본 문서에서 보존된 문서. 2022년 2월 27일에 확인함.
243. ↑  Milanovic, Marko (2022년 2월 27일). “Ukraine Files ICJ Claim against Russia”. 《EJIL: Talk!》. 2022년 3월 3일에 원본 문서에서 보존된 문서. 2022년 2월 27일에 확인함.
244. ↑  “Allegations of Genocide under the Convention on the Prevention and Punishment of the Crime of Genocide (Ukraine v. Russian Federation) – Request for the indication of provisional measures” (PDF). 《International Court of Justice》. 2022년 3월 1일. 2022년 4월 16일에 원본 문서 (PDF)에서 보존된 문서. 2022년 3월 2일에 확인함.
245. ↑  Wintour, Patrick (2022년 3월 7일). “International court of justice to fast-track ruling on Russian invasion”. 《The Guardian》 (London). 2022년 3월 7일에 원본 문서에서 보존된 문서. 2022년 3월 7일에 확인함.
246. ↑  Schnell, Mychael (2022년 3월 7일). “Russian representatives skip UN court hearing on Ukraine”. 《The Hill》. 2022년 3월 7일에 원본 문서에서 보존된 문서. 2022년 3월 7일에 확인함.
247. ↑  “Allegations of Genocide under the Convention on the Prevention and Punishment of the Crime of Genocide (Ukraine v. Russian Federation)”. 《International Court of Justice》. 2022년 3월 13일에 원본 문서에서 보존된 문서. 2022년 3월 14일에 확인함.
248. 1 2   (보도 자료). International Court of Justice. |제목=이(가) 없거나 비었음 (도움말)
249. ↑  Quell, Molly (2022년 3월 16일). “International Court of Justice orders Russia to cease hostilities in Ukraine”. 《The Globe and Mail》. 2022년 3월 16일에 확인함.
250. ↑  Folmar, Chloe (2022년 2월 25일). “Ukraine minister decries Russian 'war crimes' on schools, orphanages”. 《The Hill》. 2022년 2월 26일에 원본 문서에서 보존된 문서. 2022년 2월 26일에 확인함.
251. ↑  Johnson, Heidi (2022년 3월 4일). “UN Human Rights Council establishes commission to investigate Russian human rights violations against Ukraine”. 《JURIST》. 2022년 3월 7일에 원본 문서에서 보존된 문서. 2022년 3월 25일에 확인함.
252. ↑  “Human Rights Council establishes an Independent International Commission of Inquiry to investigate all alleged violations of human rights in the context of the Russian Federation's aggression against Ukraine”. 《United Nations Human Rights Council》. 2022년 3월 4일. 2022년 3월 19일에 원본 문서에서 보존된 문서. 2022년 3월 25일에 확인함.
253. ↑  “The UN Human Rights Monitoring Mission In Ukraine, Explained”. 《Hromadske》. 2016년 12월 22일. 2022년 3월 30일에 원본 문서에서 보존된 문서. 2022년 3월 31일에 확인함.
254. 1 2  “Russia may be committing war crimes in Ukraine, UN human rights chief says”. 《The Guardian》. 2022년 3월 30일. 2022년 3월 30일에 원본 문서에서 보존된 문서. 2022년 3월 30일에 확인함.
255. ↑  “Statement from European Commission President Ursula von der Leyen following her phone call with President Zelenskyy on the Commission's reactions to the atrocities in Bucha”. 《European Commission – European Commission》. 2022년 4월 4일. 2022년 4월 5일에 확인함.
256. ↑  Forgey, Quint (2022년 4월 6일). “Garland: DOJ assisting international war crimes investigations in Ukraine”. 《Politico》.
257. 1 2  “Report of the OSCE Moscow Mechanism's mission of experts entitled 'Report On Violations Of International Humanitarian And Human Rights Law, War Crimes And Crimes Against Humanity Committed In Ukraine Since 24 February 2022'” (PDF). 《Organization for Security and Co-operation in Europe》. OSCE Office for Democratic Institutions and Human Rights (ODIHR). 2022년 4월 12일. 2022년 4월 13일에 원본 문서 (PDF)에서 보존된 문서. 2022년 4월 14일에 확인함.
258. ↑  “Government of Ukraine Announces the Creation of a Legal Task Force on Accountability for Crimes Committed in Ukraine”. 《Doughty Street Chambers》. 2022년 3월 29일. 2022년 3월 29일에 원본 문서에서 보존된 문서. 2022년 4월 2일에 확인함.
259. ↑  Stephenson, Heather; Dannenbaum, Tom (2022년 3월 29일). “What are War Crimes—and Will Putin Be Tried for Them?”. The Fletcher School at Tufts University. 2022년 4월 5일에 원본 문서에서 보존된 문서. 2022년 4월 5일에 확인함.
260. ↑  Hansler, Jennifer (2022년 3월 23일). “US formally declares Russian military has committed war crimes in Ukraine”. CNN. 2022년 3월 23일에 확인함.
261. ↑  “US determines Russia has committed war crimes in Ukraine”. 2022년 3월 23일.
262. ↑  “Biden says Putin committing "genocide half a world away"”. 《CBS News》. 2022년 4월 12일에 확인함.
263. ↑  “Remarks by President Biden Before Air Force One Departure”. 《The White House》. 2022년 4월 12일. 2022년 4월 12일에 원본 문서에서 보존된 문서. 2022년 4월 13일에 확인함.
264. ↑  “Russia 'must answer for crimes' in Ukraine says French president”. rfi. 2022년 4월 3일. 2022년 4월 7일에 확인함.
265. ↑  “French President Macron says killings in Bucha were 'very probably' war crimes”. Yahoo news. 2022년 4월 7일. 2022년 4월 7일에 확인함.